# Ussel (Corrèze)
Pour les articles homonymes, voir Ussel.
Ussel est une commune française située dans le département de la Corrèze en région Nouvelle-Aquitaine.
Ses habitants sont appelés les Ussellois. Ussel est la deuxième sous-préfecture de la Corrèze.

## Géographie

### Localisation

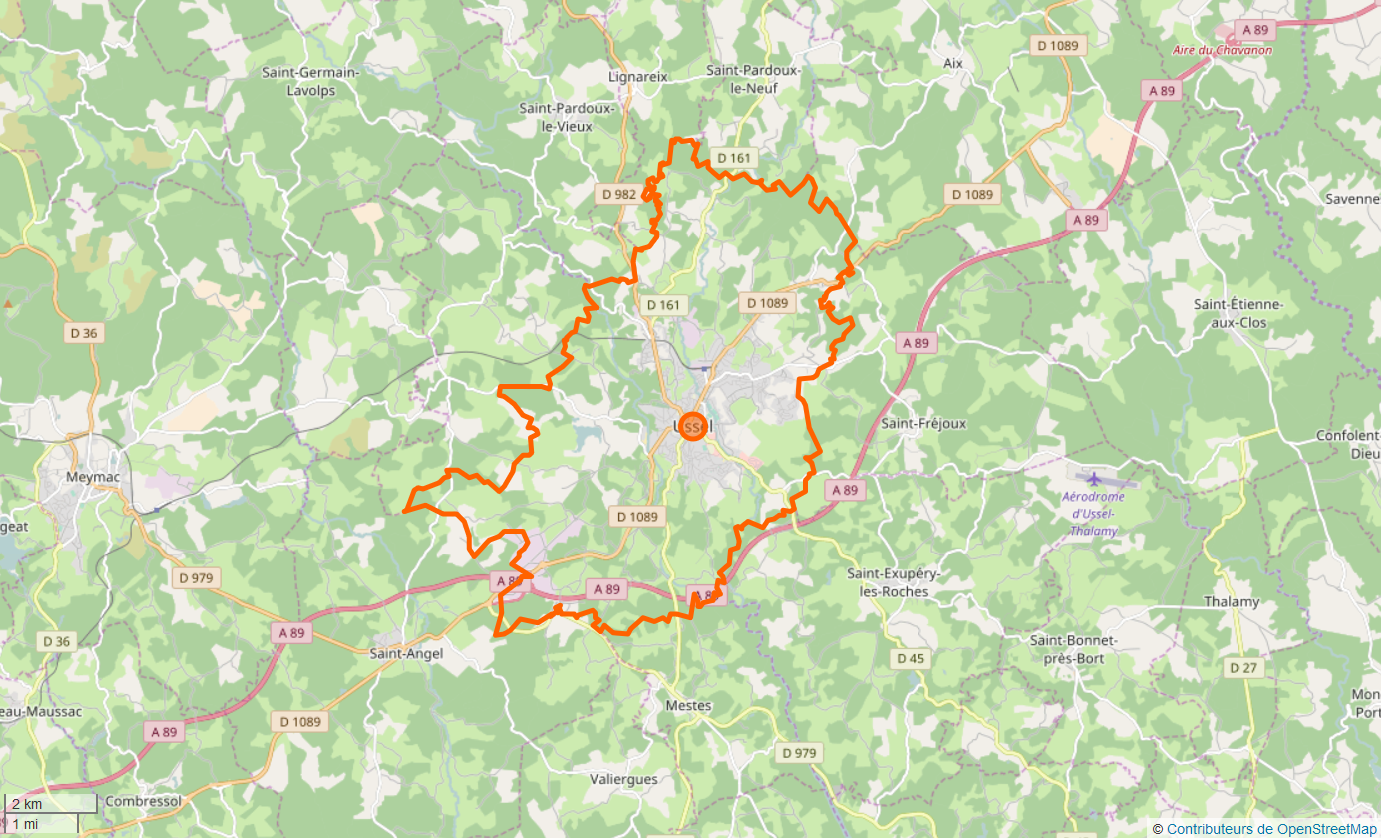
OpenStreetMap Limite communale.

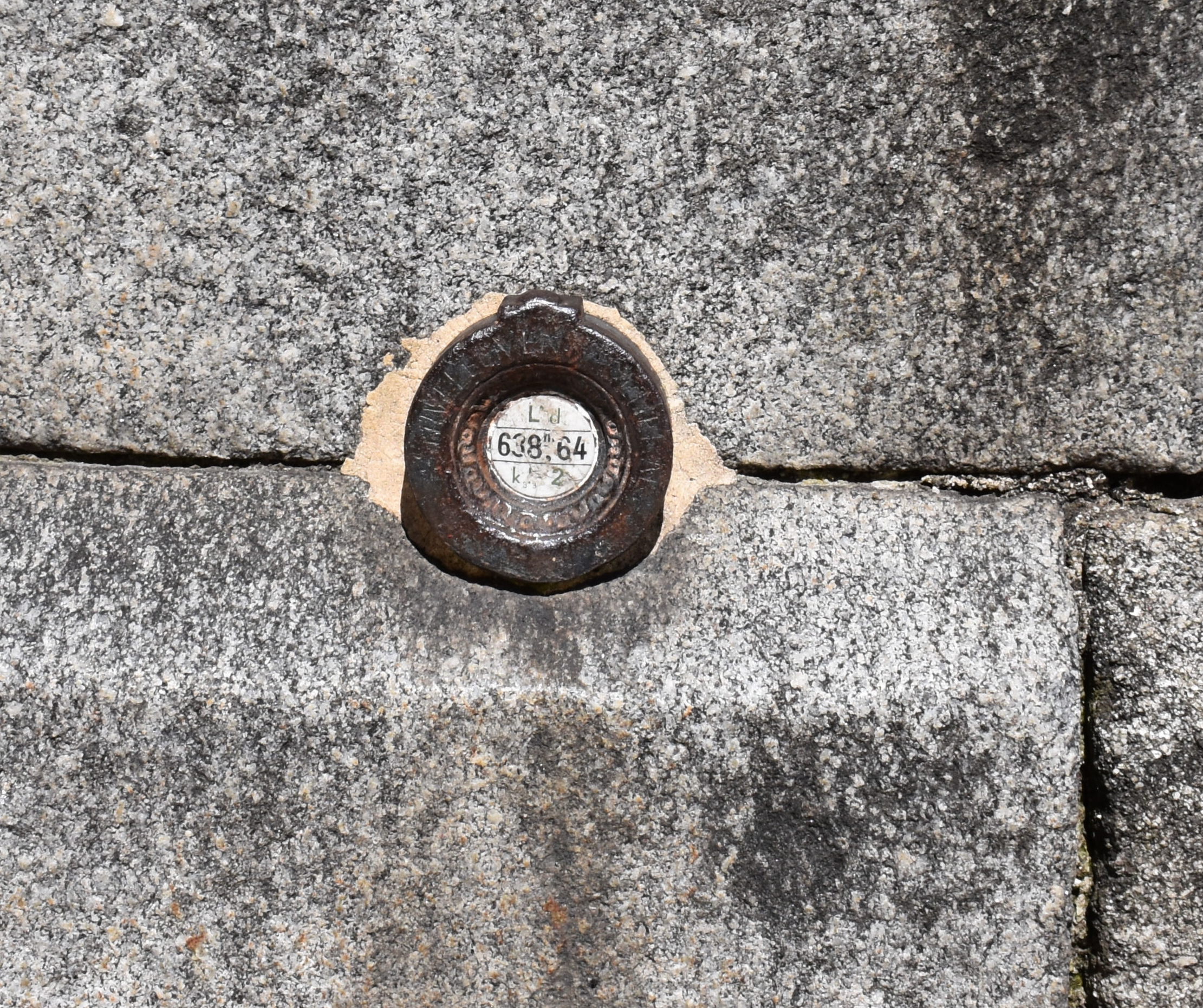
Borne de nivellement sur l'église - altitude 638,64 m.

Située à 631 m d'altitude, dans le Massif central sur les derniers contreforts du plateau de Millevaches, la commune d'Ussel est traversée par la Méridienne verte. La ville repose sur une croupe molle entre la vallée de la Diège et celle de la Sarsonne.
Il s'agit de la principale localité de Haute Corrèze.
Le territoire de la commune est limitrophe de ceux de 9 communes.
| Lignareix Saint-Pardoux-le-Vieux | Saint-Pardoux-le-Neuf | Aix                      |
| Chaveroche                       | Ussel                 | Saint-Fréjoux            |
| Saint-Angel                      | Mestes                | Saint-Exupéry-les-Roches |

### Hydrographie
Trois cours d'eau traversent la commune, la Diège (la ville est parfois appelée Ussel-sur-Diège), la Sarsonne et le ruisseau de l'Étang Roux.

### Géologie et relief
La superficie de la commune est de 50,37 km2; son altitude varie de 588 à 761 mètres. Ussel est la neuvième plus grande commune du département de la Corrèze. La commune est aux portes du parc naturel régional de Millevaches en Limousin.

### Climat
Pour des articles plus généraux, voir Climat de la Nouvelle-Aquitaine et Climat de la Corrèze.
Historiquement, la commune est exposée à un climat montagnard.
En 2020, Météo-France publie une typologie des climats de la France métropolitaine dans laquelle la commune est exposée à un climat de montagne et est dans la région climatique Ouest et nord-ouest du Massif Central, caractérisée par une pluviométrie annuelle de 900 à 1 500 mm, maximale en automne et en hiver.
Pour la période 1971-2000, la température annuelle moyenne est de 9,5 °C, avec  une amplitude thermique annuelle de 14,9 °C. Le cumul annuel moyen de précipitations est de 1 091 mm, avec 14,3 jours de précipitations en janvier et 7,8 jours en juillet. Pour la période 1991-2020, la température moyenne annuelle observée sur la station météorologique installée sur la commune est de 9,9 °C et le cumul annuel moyen de précipitations est de 1 156,1 mm,. Pour l'avenir, les paramètres climatiques de la commune estimés pour 2050 selon différents scénarios d’émission de gaz à effet de serre sont consultables sur un site dédié publié par Météo-France en novembre 2022.
| Mois                                  | jan.            | fév.           | mars           | avril            | mai             | juin          | jui.          | août          | sep.          | oct.          | nov.             | déc.            | année     |
| ------------------------------------- | --------------- | -------------- | -------------- | ---------------- | --------------- | ------------- | ------------- | ------------- | ------------- | ------------- | ---------------- | --------------- | --------- |
| Température minimale moyenne (°C)     | −1,6            | −2             | 0,2            | 2,3              | 5,9             | 9,4           | 11            | 10,6          | 7,3           | 4,9           | 1,4              | −1              | 4         |
| Température moyenne (°C)              | 2,7             | 3,1            | 6,2            | 8,7              | 12,5            | 16,1          | 18            | 17,8          | 14            | 10,6          | 6                | 3,3             | 9,9       |
| Température maximale moyenne (°C)     | 7               | 8,2            | 12,2           | 15               | 19              | 22,7          | 25            | 25            | 20,8          | 16,4          | 10,6             | 7,6             | 15,8      |
| Record de froid (°C) date du record   | −27 09.01.1985  | −26 15.02.1956 | −19,3 01.03.05 | −10,1 13.04.1958 | −7 02.05.1938   | −3 03.06.1938 | −1 03.07.1939 | −2 30.08.1938 | −3 19.09.1962 | −7,5 26.10.03 | −12,9 22.11.1998 | −22 30.12.1939  | −27 1985  |
| Record de chaleur (°C) date du record | 19,2 08.01.1976 | 26,2 27.02.19  | 26 04.03.1940  | 29,5 19.04.1949  | 33,1 28.05.1947 | 39,1 27.06.19 | 38,6 23.07.19 | 38,4 07.08.20 | 35,4 04.09.23 | 31,4 08.10.23 | 24,1 13.11.1948  | 21,8 14.12.1971 | 39,1 2019 |
| Précipitations (mm)                   | 99,5            | 82,7           | 81,2           | 104,9            | 100,4           | 90,3          | 80            | 82,6          | 93,7          | 99,9          | 122,7            | 118,2           | 1 156,1   |

## Urbanisme

### Typologie
Au 1er janvier 2024, Ussel est catégorisée petite ville, selon la nouvelle grille communale de densité à 7 niveaux définie par l'Insee en 2022.
Elle appartient à l'unité urbaine d'Ussel, une unité urbaine monocommunale constituant une ville isolée,. Par ailleurs la commune fait partie de l'aire d'attraction d'Ussel, dont elle est la commune-centre,. Cette aire, qui regroupe 38 communes, est catégorisée dans les aires de moins de 50 000 habitants,.

### Occupation des sols
L'occupation des sols de la commune, telle qu'elle ressort de la base de données européenne d’occupation biophysique des sols Corine Land Cover (CLC), est marquée par l'importance des territoires agricoles (46,3 % en 2018), une proportion sensiblement équivalente à celle de 1990 (46 %). La répartition détaillée en 2018 est la suivante : 
forêts (32,9 %), prairies (28,4 %), zones agricoles hétérogènes (17,9 %), zones urbanisées (13,8 %), zones industrielles ou commerciales et réseaux de communication (4,9 %), milieux à végétation arbustive et/ou herbacée (1,1 %), espaces verts artificialisés, non agricoles (0,9 %).
L'évolution de l’occupation des sols de la commune et de ses infrastructures peut être observée sur les différentes représentations cartographiques du territoire : la carte de Cassini (XVIIIe siècle), la carte d'état-major (1820-1866) et les cartes ou photos aériennes de l'IGN pour la période actuelle (1950 à aujourd'hui).

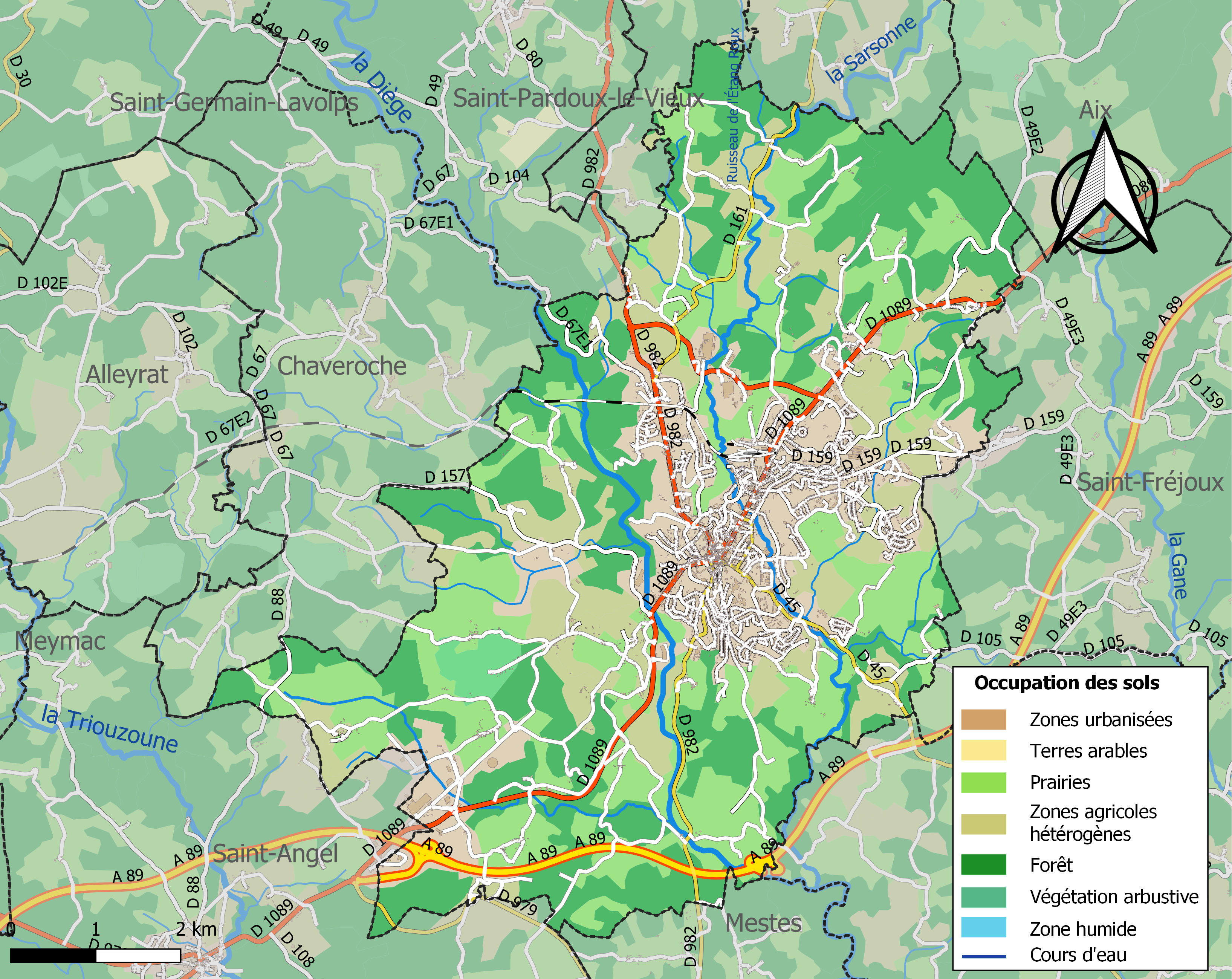
Carte des infrastructures et de l'occupation des sols de la commune en 2018 (CLC).

### Logement
Ussel comptait 5 822 logements en 2015, selon l'INSEE, dont 81,7 % de résidences principales, 5,4 % de résidences secondaires et 13 % de logements vacants. De plus en 2015, 52,1 % des Ussellois sont propriétaires de leur logement.

### Voies de communication et transports

#### Voies de communication
Routes
L'accès à Ussel se fait notamment par l'autoroute A89 par la sortie  23 Ussel-Ouest, au sud-ouest de la ville, et par la sortie  24 Ussel-Centre au nord-est de la ville.
La construction de l'A 89 à partir de 1991 a permis une amélioration de la sécurité, puisqu'il est à présent possible d'éviter la traversée de la commune. Cette autoroute est une composante de la route européenne 70.
Ussel est traversée par la RN 89, route nationale qui a été déclassée en route départementale 1089 sur le département de la Corrèze et qui relie Bordeaux à Lyon via Clermont-Ferrand.
La route nationale 682 qui relie Aubusson à Mauriac en passant par Neuvic et Ussel a été déclassée en route départementale 982 sur le département de la Corrèze. Cette route rejoint la RD 979 à La Serre sur la commune de Mestes.
La RD 979 (anciennement RN 679) qui relie Limoges à Bort-les-Orgues traverse aussi le sud de la commune et rejoint l'A89 et l’ex-RN 89 à l’échangeur de la sortie  23 Ussel-Ouest.
Chemin de fer
Ussel était l'aboutissement de la ligne du chemin de fer Transcorrézien allant de Tulle à Ussel en passant par Marcillac-la-Croisille, Lapleau, le viaduc des Rochers Noirs, Soursac, Neuvic, Liginiac… Cette ligne appartenait aux tramways de la Corrèze.
La ligne de Felletin à Bort-les-Orgues via Ussel était inscrite au plan Freycinet mais n'a jamais été achevée dans sa partie méridionale, seul le tronçon de Felletin à Ussel ayant été ouvert.

#### Transports

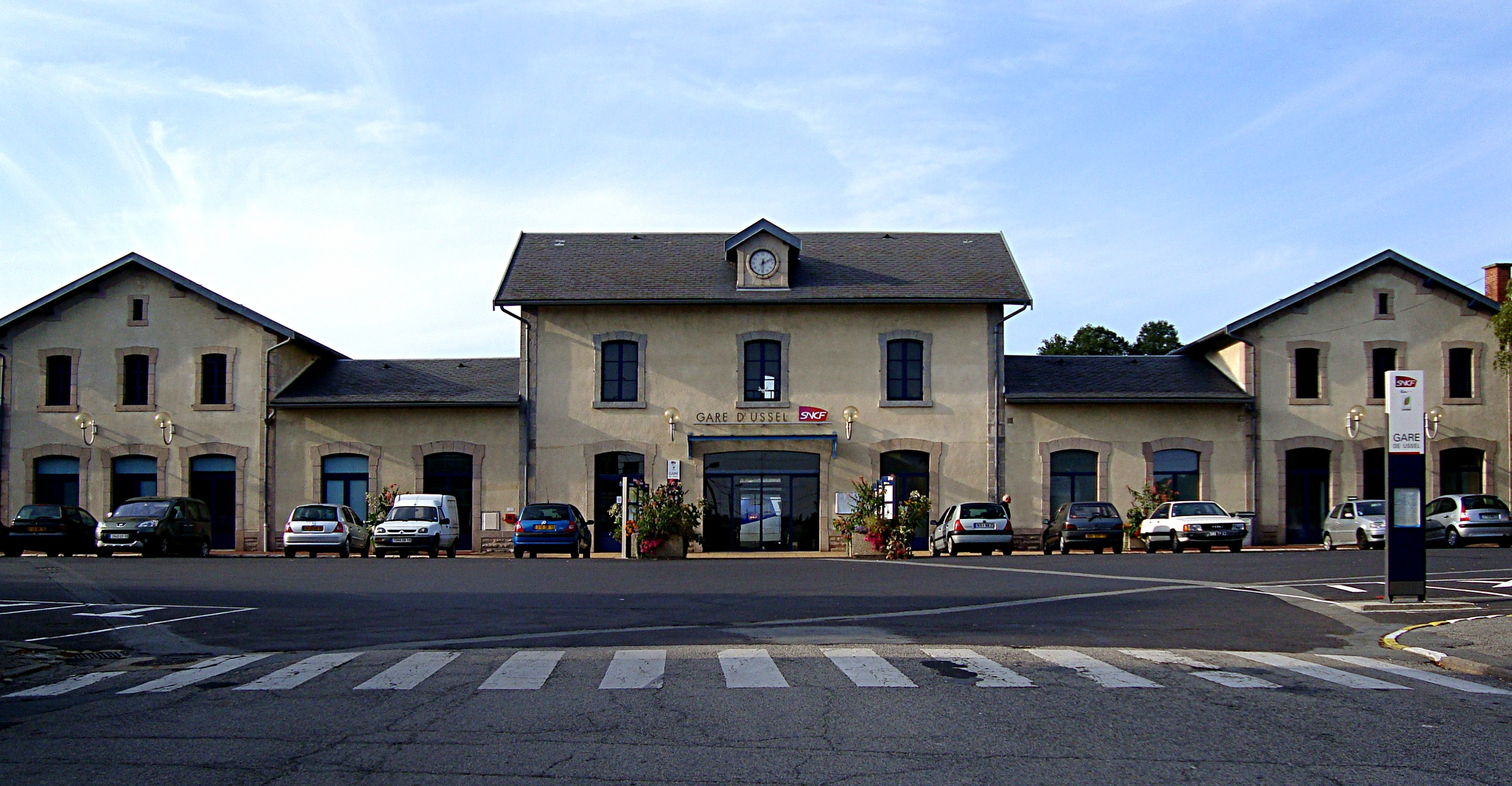
La gare d'Ussel.

La gare d'Ussel se trouve sur une des principales lignes transversales : la ligne de Lyon à Bordeaux qui comporte à Meymac un embranchement vers Limoges. Le train rapide entre Bordeaux et Clermont-Ferrand prend le nom de Ventadour. Cette gare fut importante à l'époque du PO et du PLM. Elle reste toujours active grâce au TER Nouvelle-Aquitaine. Au service d'été 2014, Ussel devient le terminus des trains en provenance de l'ouest, le trafic entre Ussel et Clermont-Ferrand étant reporté sur la route par autobus.
Les aéroports les plus proches sont, au choix, en fonction des destinations et des opportunités : Limoges-Bellegarde, Clermont-Ferrand et Brive-Vallée de la Dordogne.
L'aérodrome d'Ussel - Thalamy permet une petite activité aérienne sur la ville. Il est situé sur les communes de Saint-Exupéry-les-Roches et de Saint-Bonnet-près-Bort, entre Ussel et Thalamy.

### Risques majeurs
Le territoire de la commune d'Ussel est vulnérable à différents aléas naturels : météorologiques (tempête, orage, neige, grand froid, canicule ou sécheresse), inondations, feux de forêts et séisme (sismicité très faible). Il est également exposé à un risque technologique, le transport de matières dangereuses, et à deux risques particuliers : le risque minier et le risque de radon. Un site publié par le BRGM permet d'évaluer simplement et rapidement les risques d'un bien localisé soit par son adresse soit par le numéro de sa parcelle.

#### Risques naturels
Certaines parties du territoire communal sont susceptibles d’être affectées par le risque d’inondation par débordement de cours d'eau, notamment la Diège et la Sarsonne,.

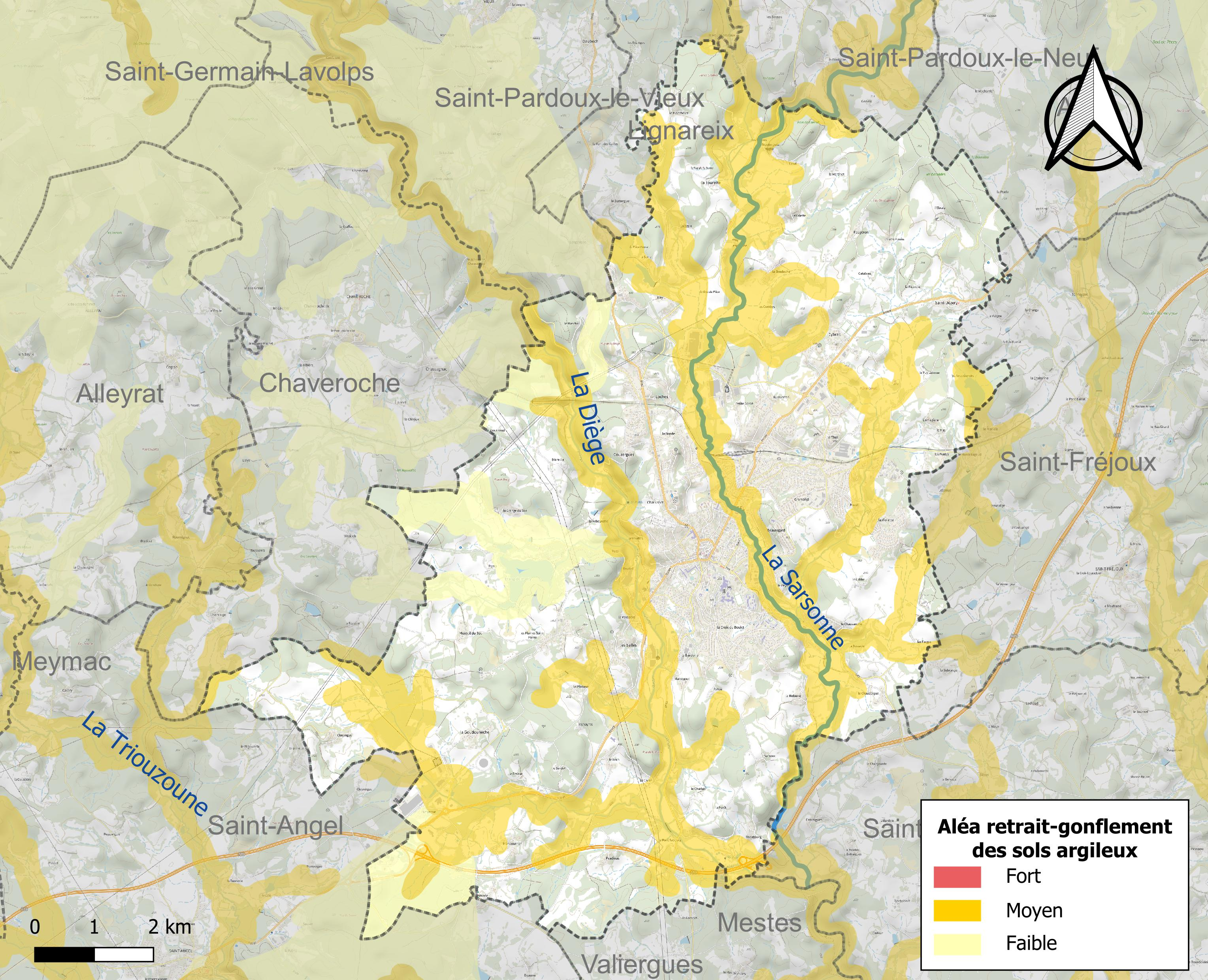
Carte des zones d'aléa retrait-gonflement des sols argileux d'Ussel.

Le retrait-gonflement des sols argileux est susceptible d'engendrer des dommages importants aux bâtiments en cas d’alternance de périodes de sécheresse et de pluie. 30,1 % de la superficie communale est en aléa moyen ou fort (26,8 % au niveau départemental et 48,5 % au niveau national). Sur les 3 671 bâtiments dénombrés sur la commune en 2019, 394 sont en aléa moyen ou fort, soit 11 %, à comparer aux 36 % au niveau départemental et 54 % au niveau national. Une cartographie de l'exposition du territoire national au retrait gonflement des sols argileux est disponible sur le site du BRGM,.
Concernant les feux de forêt, aucun plan de prévention des risques incendie de forêt (PPRIF) n’a été établi en Corrèze, néanmoins le code de l’urbanisme impose la prise en compte des risques dans les documents d’urbanisme. Le périmètre des servitudes d'utilité publique et des zones d'obligation légale de débroussaillement pour les particuliers est quant à lui défini pour la commune dans une carte dédiée.

#### Risques technologiques
Le risque de transport de matières dangereuses sur la commune est lié à sa traversée par une route à fort trafic et une canalisation de transport d'hydrocarbures. Un accident se produisant sur de telles infrastructures est susceptible d’avoir des effets graves sur les biens, les personnes ou l'environnement, selon la nature du matériau transporté. Des dispositions d’urbanisme peuvent être préconisées en conséquence.

#### Risques particuliers
La commune est  concernée par le risque minier, principalement lié à l’évolution des cavités souterraines laissées à l’abandon et sans entretien après l’exploitation de mines.
Dans plusieurs parties du territoire national, le radon, accumulé dans certains logements ou autres locaux, peut constituer une source significative d’exposition de la population aux rayonnements ionisants. Certaines communes du département sont concernées par le risque radon à un niveau plus ou moins élevé. Selon la classification de 2018, la commune d'Ussel est classée en zone 3, à savoir zone à potentiel radon significatif.

## Toponymie
Le nom de la ville est très probablement issu du terme gaulois « uxello » ou encore « uxo » signifiant « élevé ».
Son nom était en occitan : Ussèl,.

## Histoire

### Les origines

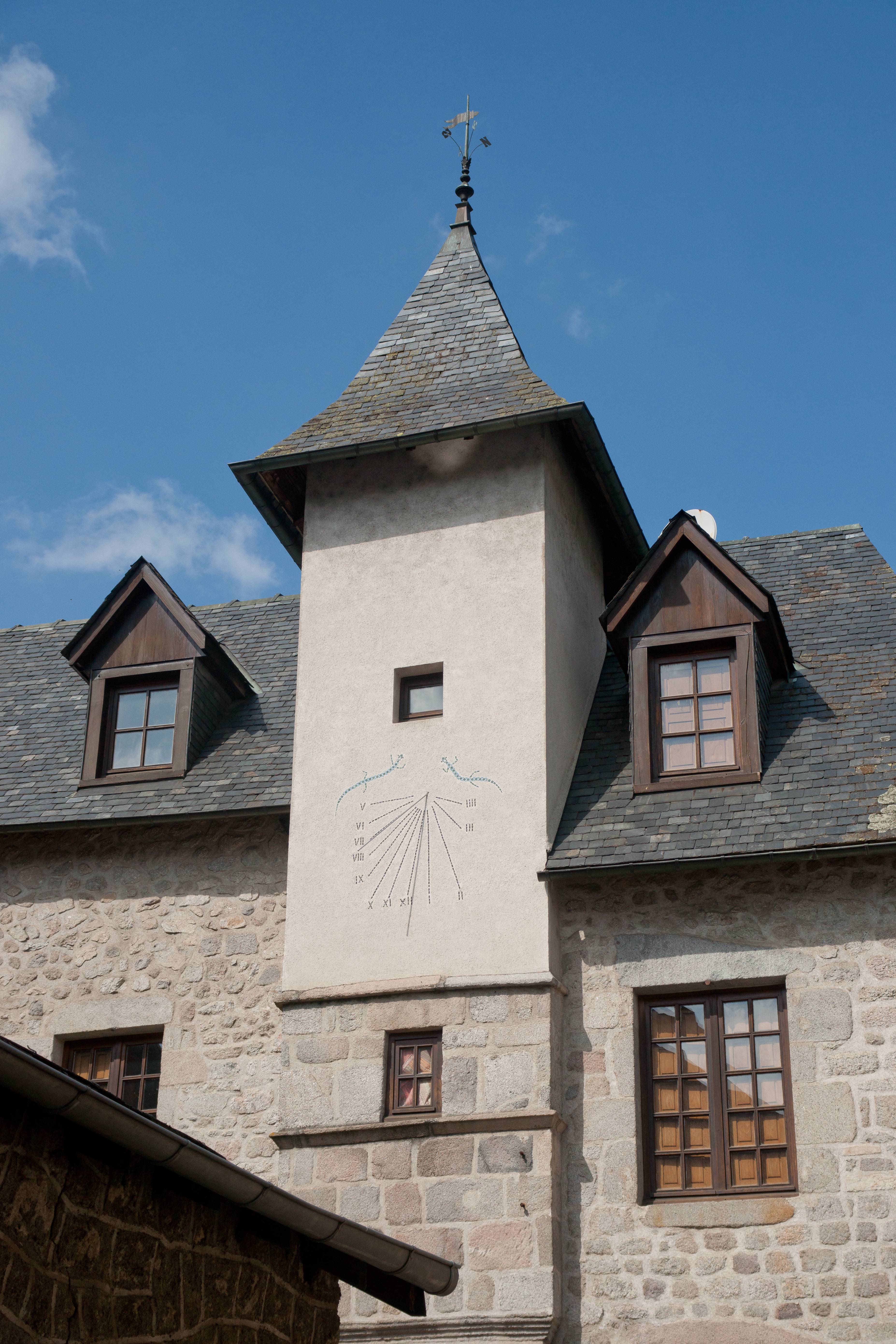
Cadran solaire mural en centre-ville d'Ussel.

L'origine d'Ussel remonterait à l'époque gauloise (Âge du fer), alors que le site corrézien faisait partie de la civitas (ou cité, territoire) des Lémovices. Par ailleurs, son nom, à l'instar de ses homonymes localisés dans les départements du Cantal, du Lot et de l'Allier est probablement issu du gaulois Uxello-, ou Uxo-, signifiant « élevé », adjectif qualifiant ce site de hauteur située entre Diège et Sarsonne ou qualifiant une divinité celte connue sous le théonyme d'Uxisama (voir Oisseau-le-Petit,).
Le lieu est alors défendu par l'oppidum du Charlat également appelé oppidum (dit) du Camp de César,,. Le camp de Charlat est un oppidum modeste couvrant 1,4 ha, mais de nombreux indices d'occupation à son pied suggèrent que le secteur est dynamique et peuplé.

### Moyen Âge
En février 1371, Duguesclin fait le siège d'Ussel occupé par les Anglais,.

### Époque moderne
Au XVIe siècle, Ussel devient le centre administratif du duché-pairie de Ventadour. La justice seigneuriale est alors déplacée d’Égletons à Ussel.
Du XVIIe au XVIIIe siècle, Ussel est une ville vouée à la boucherie et à ses activités dérivées, dont la tannerie, ce qui a donné le surnom de « Pelauds » à ses habitants.

### Époque contemporaine

#### Seconde Guerre mondiale
Le 7 juillet 1942, le maréchal Pétain parti du camp de La Courtine arrive à Ussel et reçoit les honneurs du 41e régiment d'infanterie, puis il regagne son train spécial en gare d'Ussel.
En 1944, la commune connaît deux évènements particulièrement graves : le massacre d'Ussel et le combat d'Ussel.
Au moment du débarquement de Normandie, une compagnie du premier régiment de France (1er RF) est stationnée à l'école primaire supérieure et une garnison allemande de 180 hommes appartenant au 95e régiment de sécurité à l'école Jean-Jaurès. Cette garnison est principalement constituée de jeunes recrues en provenance de Reichenberg, en Sudétie. Les Allemands, se sentant menacés, se mettent sous la protection du 1er RF.
Le 10 juin, les Allemands massacrent 47 jeunes maquisards qui se sont présentés devant l'école primaire supérieure.
Ussel est ensuite le quartier général de la colonne de répression du général Kurt Von Jesser, chargée de pacifier la région face au maquis du Limousin. La brigade allemande est attaquée dans la nuit du 15 au 16 août par un important détachement de maquisards de l'Armée secrète et des FTP. De violents combats se déroulent tout au long de la journée du 16 et s'achèvent dans la nuit avec la reddition des Allemands, qui ont eu 8 morts et 15 blessés et dont 88 sont faits prisonniers. L'Armée secrète compte 3 morts et 11 blessés, et les FTP 3 morts et 16 blessés.

#### Après-guerre
La commune fusionne avec Saint-Dézery par arrêté préfectoral du 30 décembre 1972, puis avec La Tourette par arrêté préfectoral du 26 novembre 1976. Ces deux anciennes communes sont, depuis, des communes associées.

## Politique et administration
Les personnalités exerçant une fonction élective dont le mandat est en cours et en lien direct avec le territoire d'Ussel sont les suivantes :
| Élection        | Territoire                             | Titre                         | Nom                                                | Tendance politique | Tendance politique | Début de mandat  | Fin de mandat |
| --------------- | -------------------------------------- | ----------------------------- | -------------------------------------------------- | ------------------ | ------------------ | ---------------- | ------------- |
| Municipales     | Commune d'Ussel                        | Maire d'Ussel                 | Christophe Arfeuillère                             | LR                 |                    | 6 avril 2014     | 2026          |
| Départementales | Canton d'Ussel                         | Conseillers départementaux    | Christophe Arfeuillère et Marilou Padilla-Ratelade | LR                 |                    | 2 avril 2015     | 2021          |
| Législatives    | Première circonscription de la Corrèze | Député                        | Francis Dubois                                     | LR                 |                    | 22 juin 2022     | 9 juin 2024   |
| Régionales      | Nouvelle-Aquitaine                     | Président du conseil régional | Alain Rousset                                      | PS                 |                    | 1er janvier 2016 | 2021          |
| Présidentielle  | France                                 | Président de la République    | Emmanuel Macron                                    | LREM               |                    | 14 mai 2017      | mai 2022      |

### Récapitulatif de résultats électoraux récents
| Scrutin              | 1er tour | 1er tour | 1er tour | 1er tour | 1er tour | 1er tour | 1er tour | 1er tour | 1er tour | 1er tour  | 1er tour  | 1er tour  | 2d tour        | 2d tour        | 2d tour        | 2d tour        | 2d tour        | 2d tour        | 2d tour        | 2d tour        | 2d tour        |
| Scrutin              | 1er      | 1er      | %        | 2e       | 2e       | %        | 3e       | 3e       | %        | 4e        | 4e        | %         | 1er            | 1er            | %              | 2e             | 2e             | %              | 3e             | 3e             | %              |
| -------------------- | -------- | -------- | -------- | -------- | -------- | -------- | -------- | -------- | -------- | --------- | --------- | --------- | -------------- | -------------- | -------------- | -------------- | -------------- | -------------- | -------------- | -------------- | -------------- |
| Municipales 2014     |          | UMP      | 40,47    |          | PS       | 33,99    |          | DVD      | 25,52    | Pas de 4e | Pas de 4e | Pas de 4e |                | UMP            | 60,89          |                | PS             | 39,10          | Pas de 3e      | Pas de 3e      | Pas de 3e      |
| Européennes 2014     |          | UMP      | 29,95    |          | PS       | 22,47    |          | FN       | 20,53    |           | FG        | 5,98      | Tour unique    | Tour unique    | Tour unique    | Tour unique    | Tour unique    | Tour unique    | Tour unique    | Tour unique    | Tour unique    |
| Départementales 2015 |          | UMP      | 49,64    |          | PS       | 22,26    |          | FN       | 17,76    |           | FG        | 10,34     | Pas de 2d tour | Pas de 2d tour | Pas de 2d tour | Pas de 2d tour | Pas de 2d tour | Pas de 2d tour | Pas de 2d tour | Pas de 2d tour | Pas de 2d tour |
| Régionales 2015      |          | LR       | 39,05    |          | PS       | 23,03    |          | FN       | 19,96    |           | FG        | 6,21      |                | LR             | 44,99          |                | PS             | 36,39          |                | FN             | 18,63          |
| Présidentielle 2017  |          | EM       | 25,77    |          | LFI      | 19,48    |          | FN       | 19,22    |           | LR        | 17,65     |                | EM             | 70,44          |                | FN             | 29,56          | Pas de 3e      | Pas de 3e      | Pas de 3e      |
| Législatives 2017    |          | LREM     | 33,13    |          | LR       | 28,13    |          | PS       | 11,04    |           | LFI       | 9,68      |                | LREM           | 60,50          |                | PS             | 39,50          | Pas de 3e      | Pas de 3e      | Pas de 3e      |
| Européennes 2019     |          | RN       | 21,83    |          | LREM     | 18,38    |          | LR       | 12,46    |           | EÉLV      | 10,21     | Tour unique    | Tour unique    | Tour unique    | Tour unique    | Tour unique    | Tour unique    | Tour unique    | Tour unique    | Tour unique    |
| Municipales 2020     |          | LR       | 48,22    |          | PS       | 36,44    |          | DVD      | 15,32    | Pas de 4e | Pas de 4e | Pas de 4e |                | LR             | 55,25          |                | PS             | 44,74          | Pas de 3e      | Pas de 3e      | Pas de 3e      |
| Régionales 2021      |          | LR       | 29,37    |          | PS       | 25,01    |          | RN       | 14,30    |           | LREM      | 10,54     |                | LR             | 34,64          |                | PS             | 32,14          |                | RN             | 15,32          |
| Départementales 2021 |          | LR       | 56,93    |          | PS       | 31,72    |          | RN       | 11,35    | Pas de 4e | Pas de 4e | Pas de 4e |                | LR             | 63,24          |                | PS             | 36,76          | Pas de 3e      | Pas de 3e      | Pas de 3e      |
| Présidentielle 2022  |          | LREM     | 21,99    |          | RN       | 20,50    |          | LFI      | 19,87    |           | LR        | 9,70      |                | LREM           | 55,70          |                | RN             | 44,30          | Pas de 3e      | Pas de 3e      | Pas de 3e      |
| Législatives 2022    |          | MoDem    | 25,39    |          | LR       | 21,75    |          | LFI      | 18,08    |           | RN        | 15,65     |                | LR             | 60,66          |                | LFI            | 39,34          | Pas de 3e      | Pas de 3e      | Pas de 3e      |
| Européennes 2024     |          | RN       | 34,96    |          | PS       | 13,66    |          | ENS      | 12,77    |           | LR        | 10,74     | Tour unique    | Tour unique    | Tour unique    | Tour unique    | Tour unique    | Tour unique    | Tour unique    | Tour unique    | Tour unique    |
| Législatives 2024    |          | LR       | 32,69    |          | RN       | 32,50    |          | PS       | 32,26    |           | LO        | 1,57      |                |                |                |                |                |                |                |                |                |

### Administration municipale
La population de la commune étant comprise entre 5 000 et 9 999 habitants au recensement de 2017, vingt-neuf conseillers municipaux ont été élus en 2014.

### Maire
Christophe Arfeuillère (LR) est le maire d'Ussel depuis le 6 avril 2014, réélu le 5 juillet 2020. Il est conseiller départemental du canton d'Ussel et le 1ervice-président du conseil départemental de la Corrèze. Il succède à Martine Leclerc (PS).

### Intercommunalité
Ussel fait partie de la communauté de communes, « Haute-Corrèze Communauté », dont elle est le siège. La commune fait aussi partie du Syndicat de la Diège.

### Canton
Ussel est le bureau centralisateur du canton d'Ussel, créé en 1790.

### Instances judiciaires et administratives
Ussel relève du conseil de prud'hommes de Tulle, de la Cour administrative d'appel de Bordeaux, de la Cour d'appel de Limoges, de la Cour d'assises de la Corrèze à Tulle, du tribunal administratif de Limoges, du tribunal d'instance de Tulle, du tribunal de commerce de Brive-la-Gaillarde, du tribunal de grande instance de Tulle et du tribunal pour enfants de Brive-la-Gaillarde.

### Jumelages
Ussel est jumelée avec  Auray (France), ville du Morbihan.

### Communes associées
Par arrêté préfectoral du 30 décembre 1972, Saint-Dézery est rattachée le 1er janvier 1973 à la commune d'Ussel sous la forme d'une fusion-association.
La Tourette est rattachée le 1er janvier 1977 à la commune d'Ussel sous la forme d'une fusion-association à la suite de l'arrêté préfectoral du 26 novembre 1976.
| Nom          | Superficie (km²) | Population | Densité (hab./km²) | Maire délégué        |
| ------------ | ---------------- | ---------- | ------------------ | -------------------- |
| La Tourette  | 7,18             | 198 (2022) | 23                 | Martine Pannetier    |
| Saint-Dézery | 4,84             | 153 (2022) | 31                 | Sébastien Devallière |

## Population et société

### Démographie

#### Évolution démographique
L'évolution du nombre d'habitants est connue à travers les recensements de la population effectués dans la commune depuis 1793. Pour les communes de plus de 10 000 habitants les recensements ont lieu chaque année à la suite d'une enquête par sondage auprès d'un échantillon d'adresses représentant 8 % de leurs logements, contrairement aux autres communes qui ont un recensement réel tous les cinq ans,.
En 2022, la commune comptait 9 174 habitants, en évolution de −6,22 % par rapport à 2016 (Corrèze : −0,59 %, France hors Mayotte : +2,11 %).
Au 1er janvier 2018, Ussel est la troisième commune la plus peuplée du département de la Corrèze. Le pic de population a été atteint en 1982 avec 11 765 habitants.
| 1793  | 1800  | 1806  | 1821  | 1831  | 1836  | 1841  | 1846  | 1851  |
| ----- | ----- | ----- | ----- | ----- | ----- | ----- | ----- | ----- |
| 3 007 | 3 036 | 2 930 | 3 472 | 3 963 | 4 135 | 4 168 | 4 263 | 4 306 |

| 1856  | 1861  | 1866  | 1872  | 1876  | 1881  | 1886  | 1891  | 1896  |
| ----- | ----- | ----- | ----- | ----- | ----- | ----- | ----- | ----- |
| 4 022 | 3 874 | 4 029 | 3 830 | 4 231 | 4 534 | 5 252 | 4 832 | 4 843 |

| 1901  | 1906  | 1911  | 1921  | 1926  | 1931  | 1936  | 1946  | 1954  |
| ----- | ----- | ----- | ----- | ----- | ----- | ----- | ----- | ----- |
| 4 693 | 4 748 | 4 979 | 5 520 | 6 120 | 6 235 | 6 275 | 7 050 | 7 088 |

| 1962  | 1968  | 1975   | 1982   | 1990   | 1999   | 2006   | 2011  | 2016  |
| ----- | ----- | ------ | ------ | ------ | ------ | ------ | ----- | ----- |
| 7 655 | 8 218 | 10 664 | 11 765 | 11 448 | 10 753 | 10 250 | 9 948 | 9 782 |

| 2021  | 2022  | - | - | - | - | - | - | - |
| ----- | ----- | - | - | - | - | - | - | - |
| 9 159 | 9 174 | - | - | - | - | - | - | - |

#### Pyramide des âges
La population de la commune est relativement âgée.
En 2018, le taux de personnes d'un âge inférieur à 30 ans s'élève à 31,5 %, soit au-dessus de la moyenne départementale (28,7 %). À l'inverse, le taux de personnes d'âge supérieur à 60 ans est de 34 % la même année, alors qu'il est de 34,7 % au niveau départemental.
En 2018, la commune comptait 4 543 hommes pour 5 012 femmes, soit un taux de 52,45 % de femmes, légèrement supérieur au taux départemental (51,47 %).
Les pyramides des âges de la commune et du département s'établissent comme suit.
| Hommes | Classe d’âge | Femmes |
| ------ | ------------ | ------ |
| 1,2    | 90 ou +      | 2,8    |
| 9,3    | 75-89 ans    | 12,7   |
| 20,4   | 60-74 ans    | 21,3   |
| 20,5   | 45-59 ans    | 18,9   |
| 15,2   | 30-44 ans    | 14,5   |
| 17,1   | 15-29 ans    | 15,7   |
| 16,4   | 0-14 ans     | 13,9   |

| Hommes | Classe d’âge | Femmes |
| ------ | ------------ | ------ |
| 1,1    | 90 ou +      | 3      |
| 9,9    | 75-89 ans    | 13,5   |
| 21,2   | 60-74 ans    | 22,1   |
| 20,8   | 45-59 ans    | 19,8   |
| 16,1   | 30-44 ans    | 15,6   |
| 15,6   | 15-29 ans    | 12,5   |
| 15,2   | 0-14 ans     | 13,4   |

### Enseignement
Ussel appartient à l'Académie de Limoges et à la direction des services départementaux de l'Éducation nationale de la Corrèze qui eux-mêmes appartiennent à la région académique de la Nouvelle-Aquitaine. La commune est dans la zone A du calendrier scolaire français.
La ville administre deux écoles maternelles et primaires. Une médiathèque est présente au centre-ville d'Ussel, elle est administrée par la Haute-Corrèze Communauté. Un collège public est également présent sur la commune : le collège Voltaire. Le collège Voltaire comptait 591 collégiens durant la rentrée scolaire de 2018, contre 683 lors de la rentrée 2017.
Ussel compte sur sa commune un lycée public général-technologique et professionnel, le lycée Bernart de Ventadour qui offre les formations suivantes :
- le baccalauréat général,
- deux baccalauréats technologiques : STMG et ST2S,
- un baccalauréat professionnel : Accompagnement Soins et Services à la Personne (ASSP), option en structure,
- un certificat d'aptitude professionnelle : Assistant technique en milieu familial et collectif (CAP ATMFC),
- Un brevet de technicien supérieur : Économie sociale et familiale (BTS ESF).

Durant l'année scolaire 2017-2018, on y compte 681 lycéens. En mars 2019, le joueur de rugby à XV Thomas Combezou devient le parrain du lycée. Le 21 janvier 1973, Jacques Chirac alors ministre de l’Agriculture et du Développement rural, avait inauguré l'établissement.
Ussel possède également un établissement privé de l'enseignement catholique, l'ensemble scolaire Notre-Dame-de-la-Providence, qui va de la maternelle au lycée.
Une école d'infirmières et d'aides soignantes est également présente près de l'hôpital.

### Santé
Le centre hospitalier de Haute-Corrèze couvre une zone géographique comprenant la Haute-Corrèze, le nord-ouest du Cantal, le sud-ouest du Puy-de-Dôme et le sud-est de la Creuse. C'est le seul hôpital qui possède un service d'urgence et d'une maternité à plus de 30 km à la ronde.

### Sports

#### Rugby à XV
L'Union sportive usselloise (USU) est un club français de rugby à XV créé en 1945 et affilié au comité Limousin. Il évolue en championnat Fédérale 3.
Les joueurs et entraîneurs célèbres sont : Noël Baudry, Terry Bouhraoua, Pierre Chadebech, Thomas Combezou, Fabien Domingo, Thomas Domingo, Loïc Jacquet, Marcel Lewin, Damien Neveu, Gérard Picolo, Philippe Hufschmidt…

#### Cyclisme
Ussel n'a jamais été ville étape du Tour de France, mais la ville reçoit régulièrement les deux courses professionnelles du Limousin : le Tour du Limousin et Paris-Corrèze.
La ville accueille en 2009, l'arrivée de la 1re étape du 42e Tour du Limousin et voit la victoire de Borut Božič. Par le passé, cette course était déjà arrivée onze fois à Ussel. Les derniers vainqueurs sont David Moncoutié en 2001, Francis Castaing en 1985 et André Chalmel en 1980. Auparavant, Ussel était quasiment tous les ans ville étape avec notamment les victoires de Mariano Martinez, Francis Campaner, Pierre-Raymond Villemiane, Pierre Martelozzo.
La course Paris-Corrèze fait deux fois étape à Ussel. En 2003, l'arrivée finale a lieu sur l'Avenue Thiers à hauteur de la place Voltaire. Nicolas Fritsch gagne l'étape et Cédric Vasseur le classement final. En 2005, la ville donne le départ de la troisième et dernière étape. Frédéric Finot gagne l'étape et le classement final.
Il faut ajouter à ces courses professionnelles, l'organisation par la ville de quatre championnats de France Espoirs. Les vainqueurs Espoirs sont Stéphane Bergès en 1997, Yann Pollet en 2002, Florian Morizot en 2006 et Damien Le Fustec en 2011.
Par le passé, le grand prix d'Ussel était renommé et a vu les victoires de Antonin Rolland en 1952, de Pierre Molinéris en 1953, de Hugo Koblet en 1955, de Raymond Poulidor à trois reprises (1961, 1962 et 1963), et de Cyrille Guimard en 1971.
Début mai 2018, Ussel accueille la deuxième manche du championnat de France de VTT.

## Économie
La ville possède une antenne de la chambre de commerce et d'industrie de la Corrèze.

### Revenus de la population et fiscalité
En 2015, le revenu fiscal médian par ménage était de 19 003 euros. Durant la même année, 14,4 % des foyers fiscaux n'étaient pas imposables.

### Emploi
En 2015, parmi la population âgée de 15 à 64 ans, on comptait ? % d'actifs dont ? % ayant un emploi et 12,4 % de chômeurs. Le nombre total d'emploi, en 2015, s'élevait à 5 522.

### Industrie et artisanat
Au 31 décembre 2015, Ussel comptait 910 établissements : 50 dans l’agriculture, 62 dans l'industrie, 89 dans la construction, 547 dans le commerce-transports-services divers et 162 étaient relatifs au secteur administratif.

#### Industrie agroalimentaire
La ville est le centre d'une région d'élevage marquée à la fois par la race bovine limousine et l'élevage porcin. Le groupe charcutier Loste possède un site de production de salaisons sèches dans la zone industrielle de l'Empereur.
En 2002, l'idée d'un marché au cadran pour renforcer l'activité a été lancée. Le marché est inauguré en décembre 2004. En mars 2009, ce marché est incendié et les initiales ALF, traditionnellement associées au Front de libération des animaux, sont trouvées sur les lieux. Aucune preuve n'a toutefois permis d’attribuer avec certitude cet acte à ce mouvement.
Les produits régionaux sont les viandes de porc et de bœuf, les produits de la chasse et de la pêche, et les produits de cueillette (cèpes, girolles, myrtilles…).
Les spécialités locales sont, par exemple, le tourtou, le mounassou ou la farcidure.

#### Industrie pharmaceutique
Ce secteur industriel s'implante en haute Corrèze à partir de 1990 quand Bristol-Myers Squibb installe un site de production sur la commune de Meymac, site repris en 2015 par le groupe pakistanais Martin Dow (en).
En 1999, les Laboratoires Pierre Fabre arrivent à Ussel et construisent un centre de distribution et de logistique dans la zone industrielle de l'Empereur.
La société Westrock possède une unité de production spécialisée dans les emballages pour l'industrie pharmaceutique, située elle aussi dans la zone industrielle de l'Empereur.

#### Exploitation forestière et industrie du bois
Ussel abrite plusieurs entreprises dans le secteur du bois comme le producteur de panneaux MDF Isoroy, le concepteur de revêtements décoratifs stratifiés Polyrey, le fabricant de portes d'intérieur Jeld-Wen…

#### Industrie métallurgique
La fonderie Ucelia (ex-Société des fonderies d'Ussel - SFU) spécialisée dans le moulage d'aluminium haut de gamme au sable (qui permet des formes très complexes et indémoulables avec d'autres techniques) est l’une des dernières représentantes de l'industrie métallurgique régionale. Après divers rachats, notamment par le groupe Rio Tinto Alcan, puis passée dans le groupe Constellium, elle est reprise par Noe Industries en 2023. Cette usine est spécialisée dans l'aérospatiale.

#### Exploitation minière

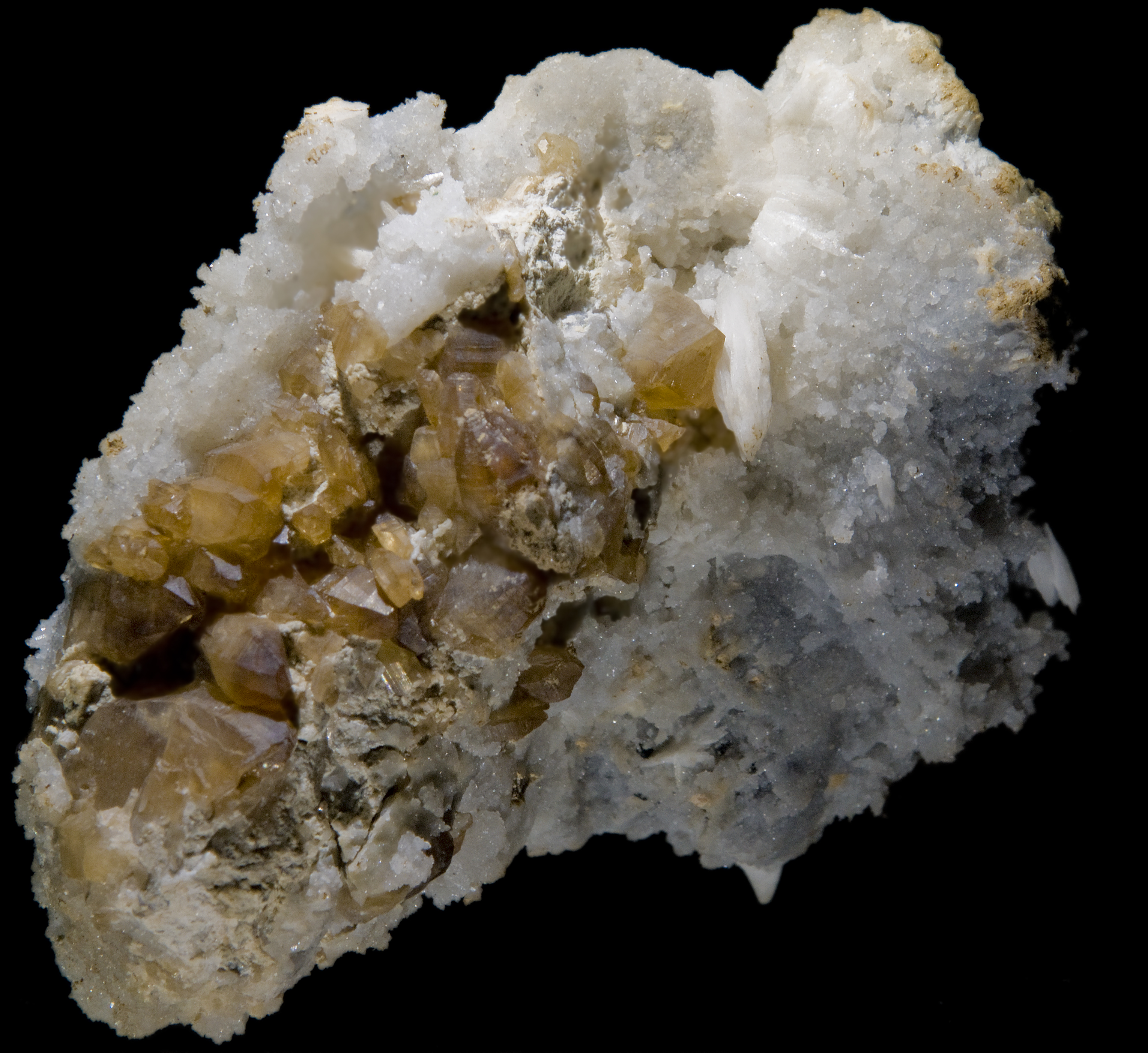
Cérusite de la mine des Farges.

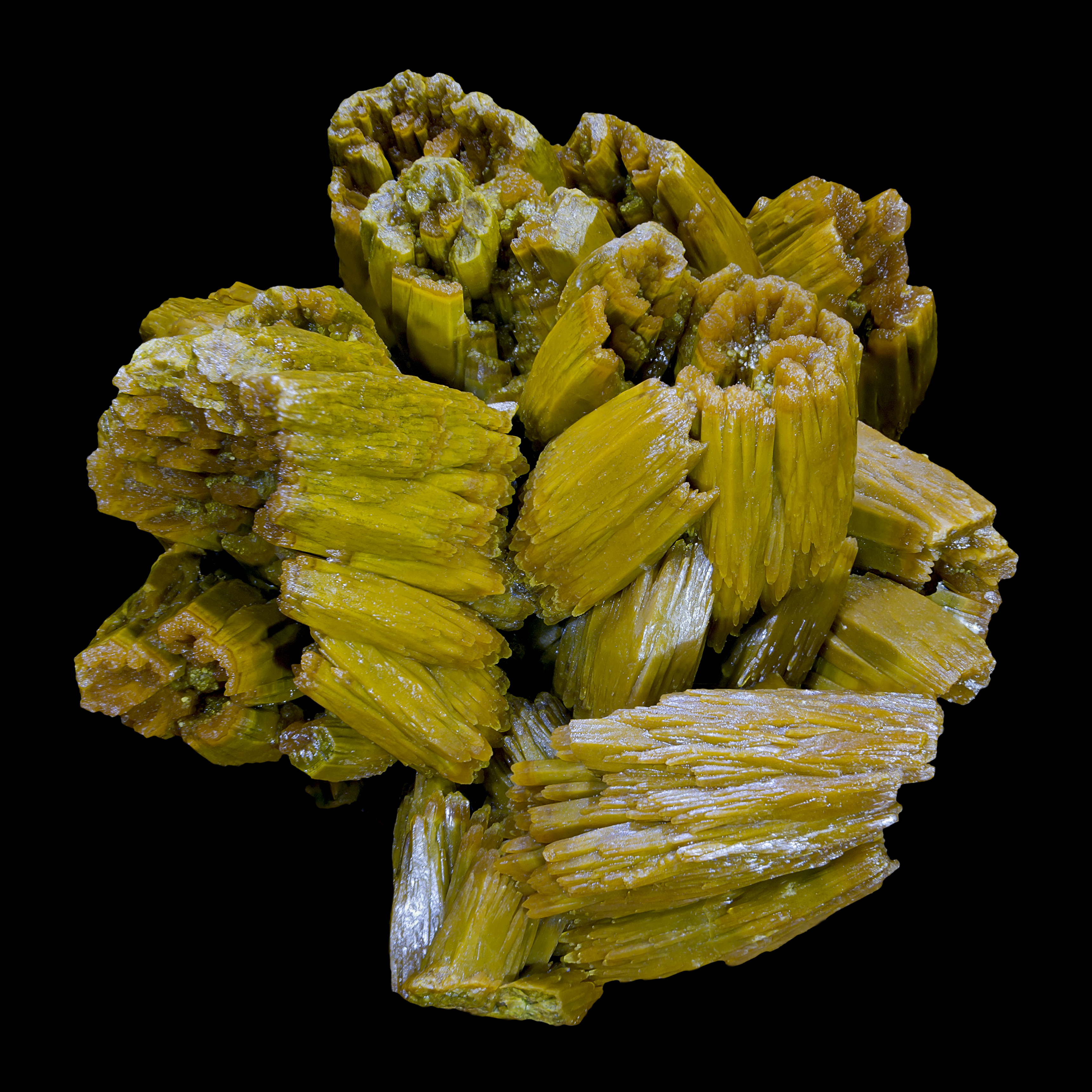
Pyromorphite de la mine des Farges.

La mine des Farges, à 3 kilomètres à l'est d'Ussel, fait partie des exploitations minières du Limousin.
On y pratiquait l'extraction de plomb, d'argent, de barite, de cérusite, de pyromorphite, de pyrargyrite et de dyscrasite jusqu'à sa fermeture en 1981.
Les données de l'IRSN répertorient, au lieu-dit les Salles, en limite sud-ouest de la ville, un site d'extraction d'uranium potentiel, testé en 1961 par la CFMU (Compagnie française des minerais d'uranium).

### Zones d'activité et zones commerciales
- Zone d'activité du Bois Saint-Michel (sortie Ussel-Ouest de l'A89).
- Zone commerciale de la Maison Rouge, située au sud de la commune (sortie vers Tulle) : supermarché Leclerc, grandes surfaces de sport, de bricolage, de jardinage…, restaurant, fast-food.
- Zone commerciale du Theil, située au nord-est d'Ussel (sortie vers Clermont-Ferrand), qui compte plusieurs concessionnaires automobiles.

## Culture locale et patrimoine

### Lieux et monuments

#### Patrimoine architectural

##### Châteaux et demeures seigneuriales

###### Commune d’Ussel
- Hôtel Ventadour, inscrit à l'inventaire des monuments historiques depuis 1932[62]. Un timbre postal d'une valeur de 2 francs représentant l'hôtel de Ventadour et dessiné par Jacques Combet a été émis le 10 juillet 1976[63].
- Château de la Diège, XIXe siècle.
- Château de La Borde, XVe siècle remanié au XVIIe siècle.
- Château du Theil, XVe siècle, en rénovation depuis 2020.

###### Communes associées
- Château de Lébraly (Saint-Dézery), XVe siècle[64].
- Château de Lespinasse (La Tourette), XVe – XVIIe siècles[65].
- Château de La Mothe (La Tourette), XVe – XVIe siècles[66], inscrit à l'inventaire des monuments historiques depuis 1980[67].

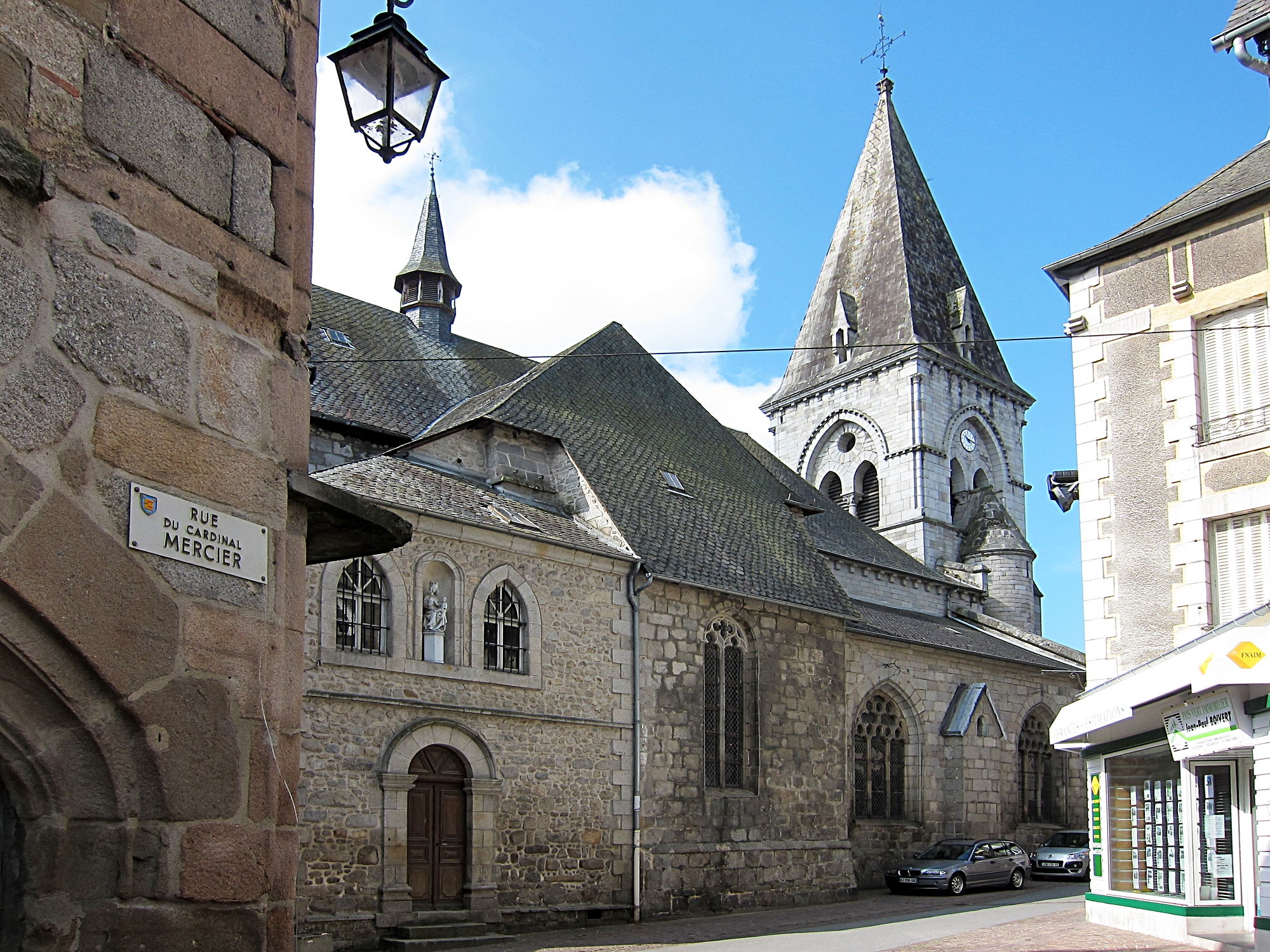
Église Saint-Martin.
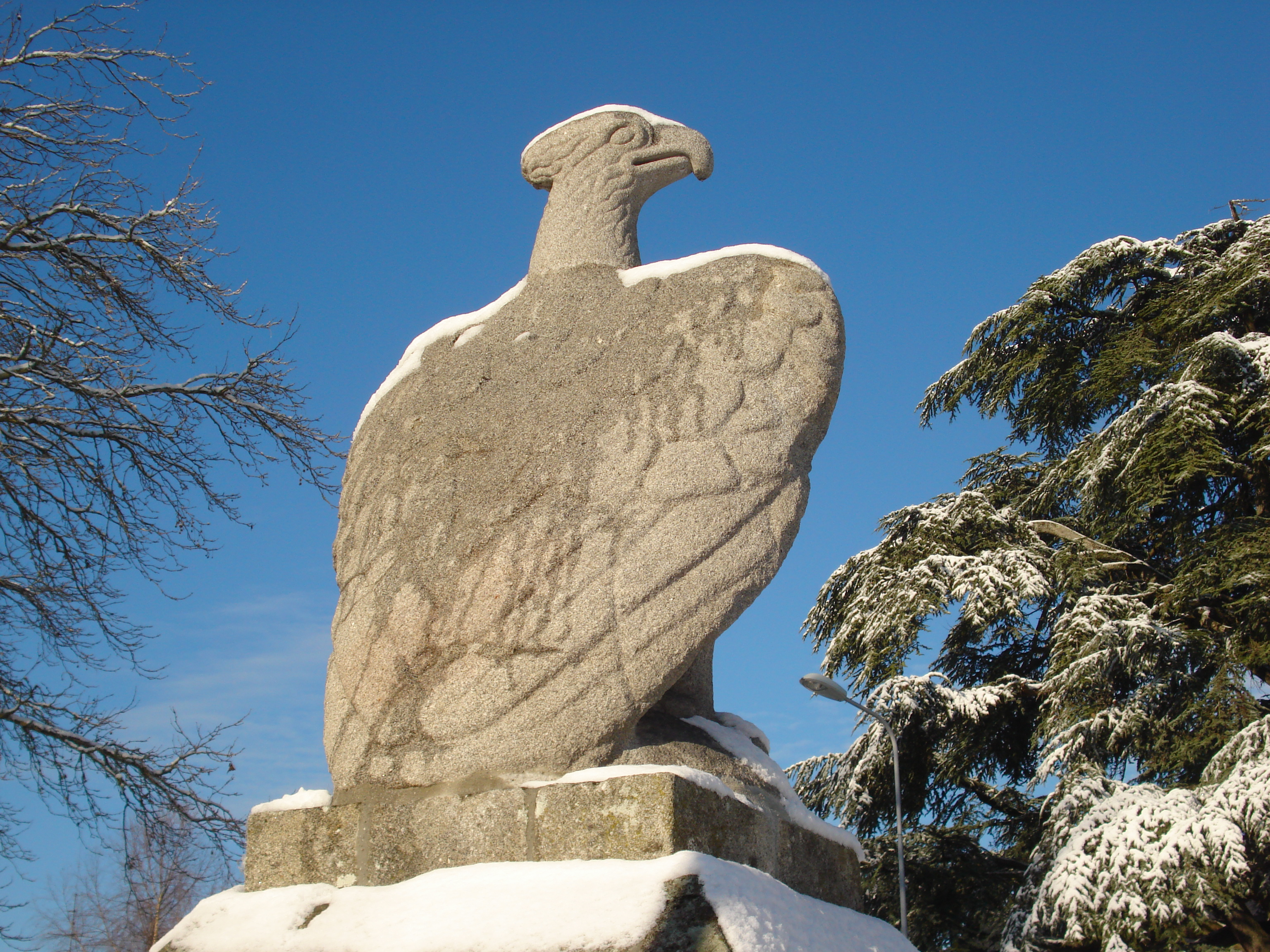
L'aigle de la place Voltaire.
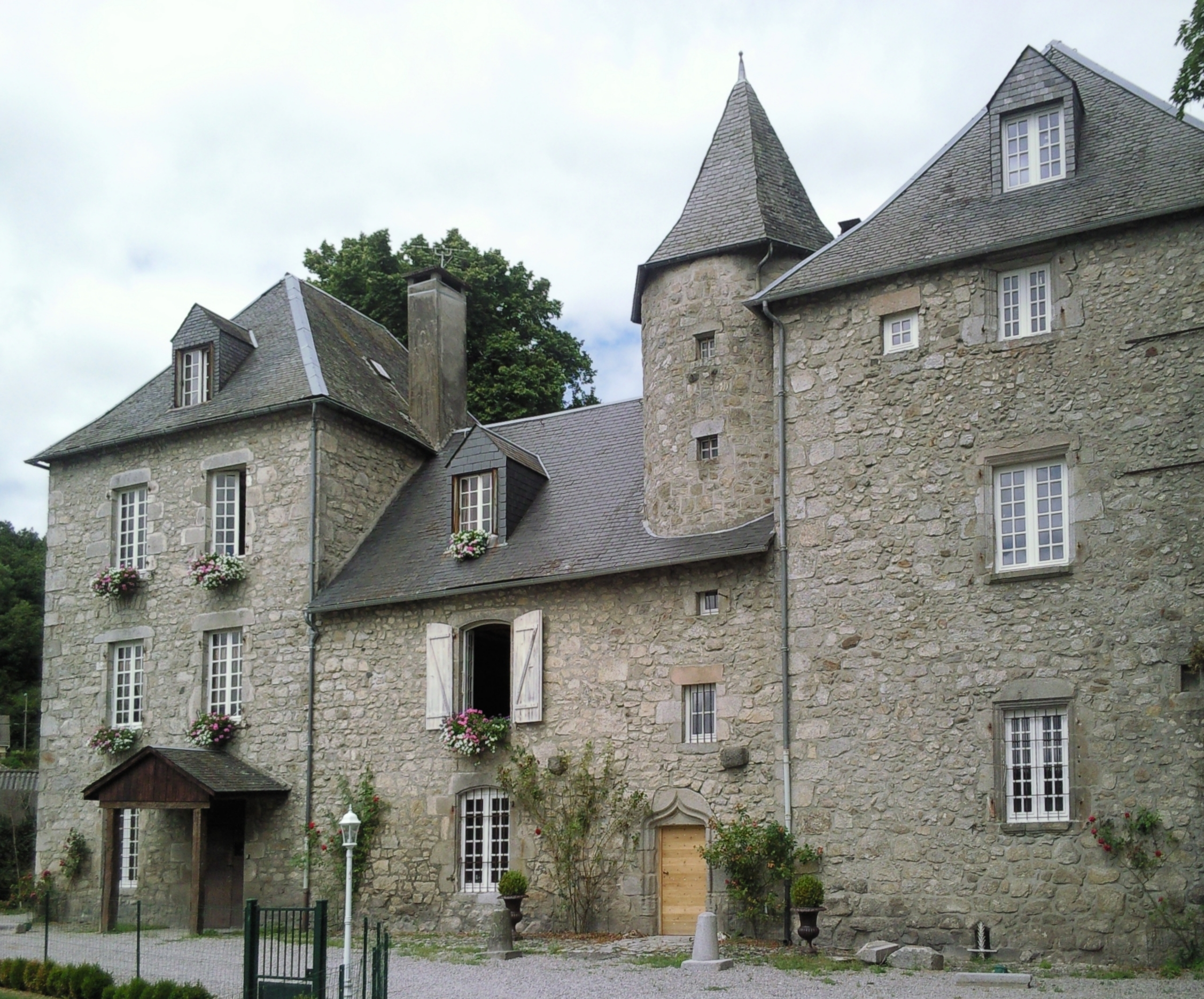
Château de La Borde.
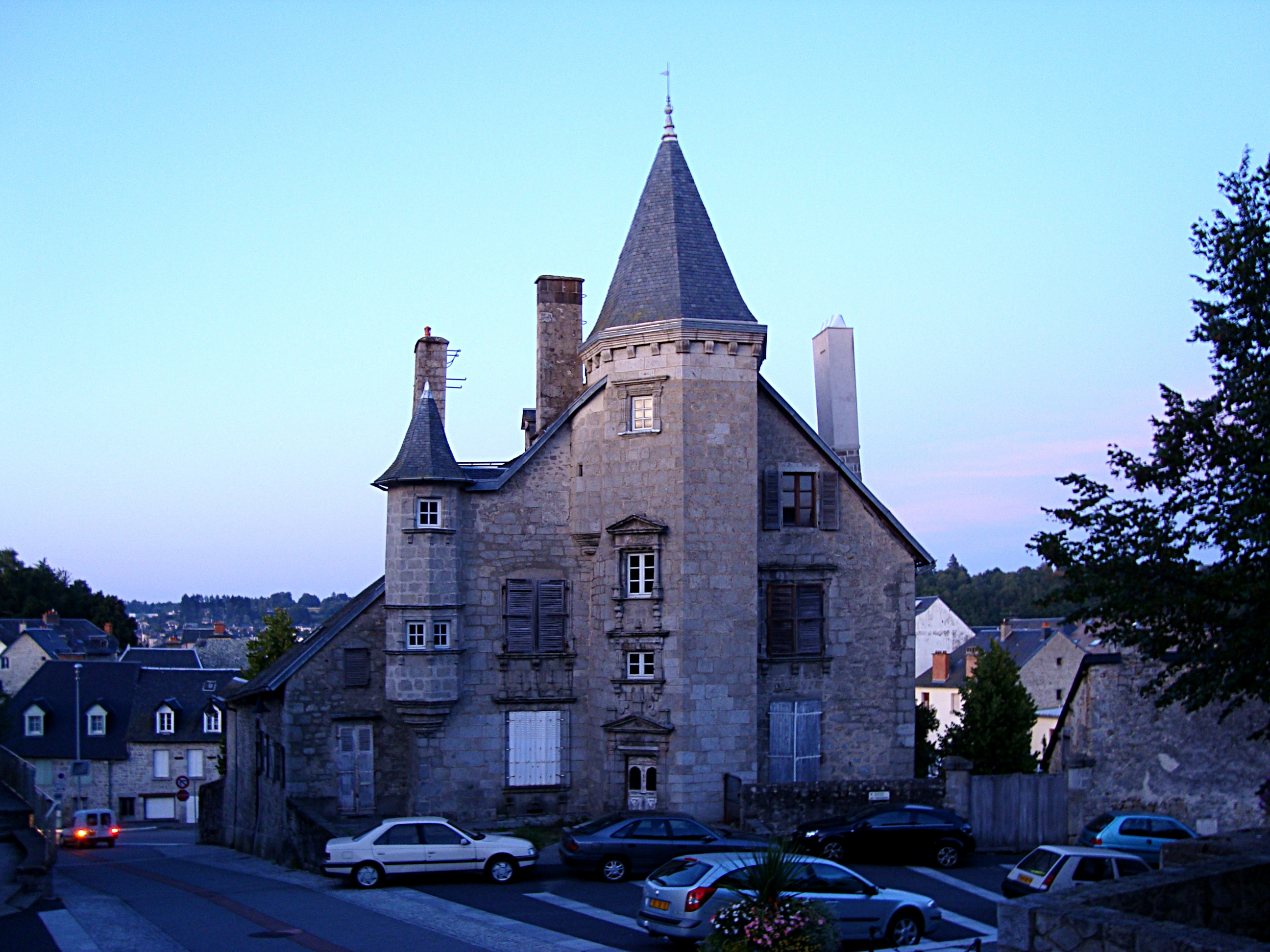
Hôtel Ventadour.

##### Églises, chapelles et couvents
- Église Saint-Martin du XIIIe siècle. Le Transept et le chœur sont inscrits à l'inventaire des monuments historiques depuis 1926[68],[69].
- Chapelle Saint-Martial, dite « chapelle des Pénitents »[70],[69].
- Chapelle Notre-Dame de la Chabanne[69].
- Chapelle de l'Hôpital des Filles de la Charité, détruite vers 1953[69].
- Notre-Dame-de-Bonne-Nouvelle, dans l'ancien cimetière, attestée en 1793, aujourd'hui disparue[69].
- Les Ursulines (devenu le tribunal d'Ussel, boulevard Clemenceau, et dont il reste la façade) et chapelle Saint-Joseph, aujourd'hui détruite[69].
- Les Récollets Saint-Joseph, ancien couvent sur l'actuelle place Voltaire, rasé après la guerre à la suite de l'incendie des 16-17 août 1944 lors des combats pour la libération d'Ussel[69].
- Chapelle Saint-Charles du collège, aujourd'hui disparue, avenue Carnot[69].
- Chapelle des Pénitents blancs, détruite en 1793[69].
- Chapelle Saint-Jean-Baptiste, située sur la terrasse du château, détruite en 1637[69].

Église Saint-Martin
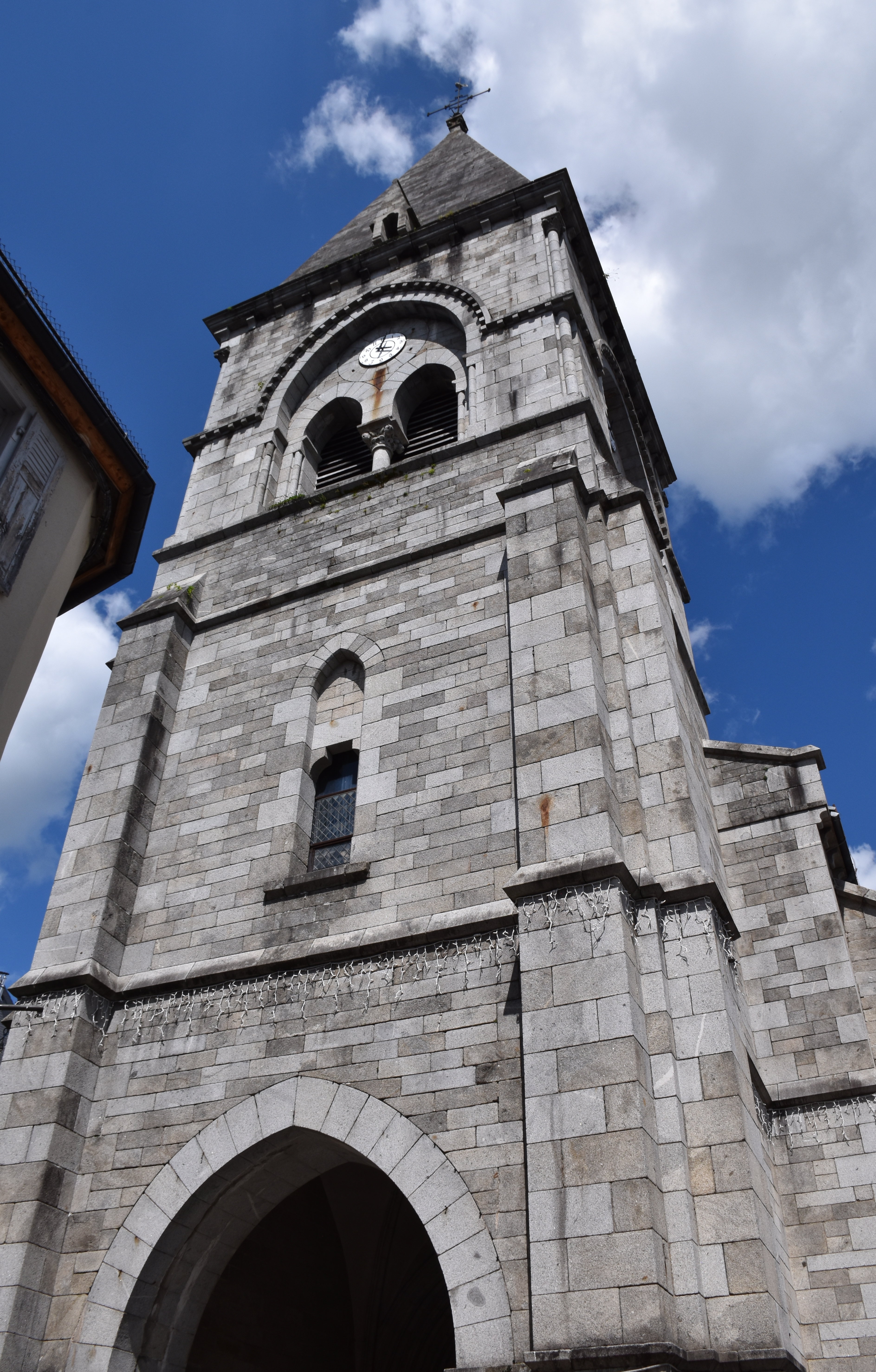
Le clocher.
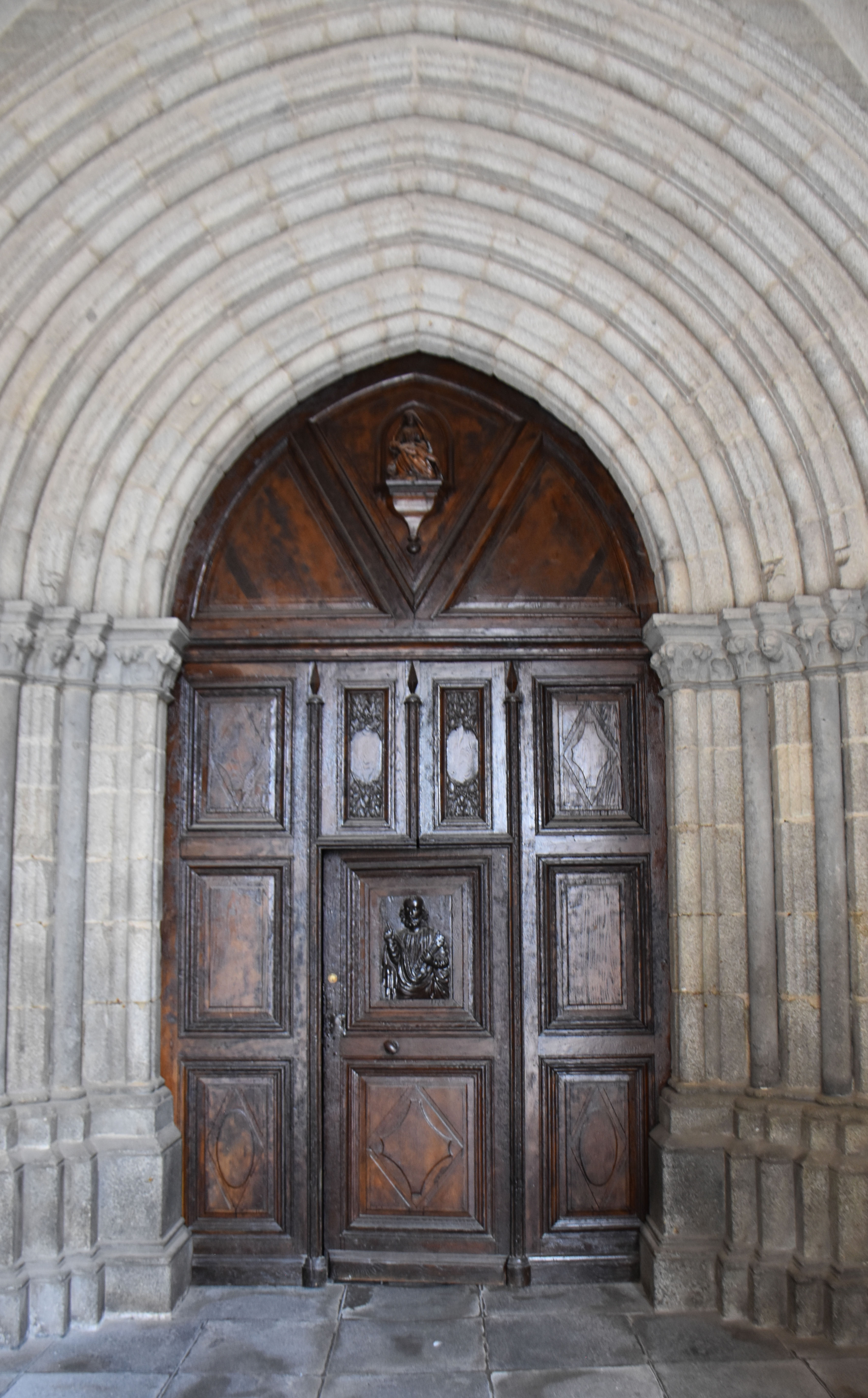
Le portail principal.
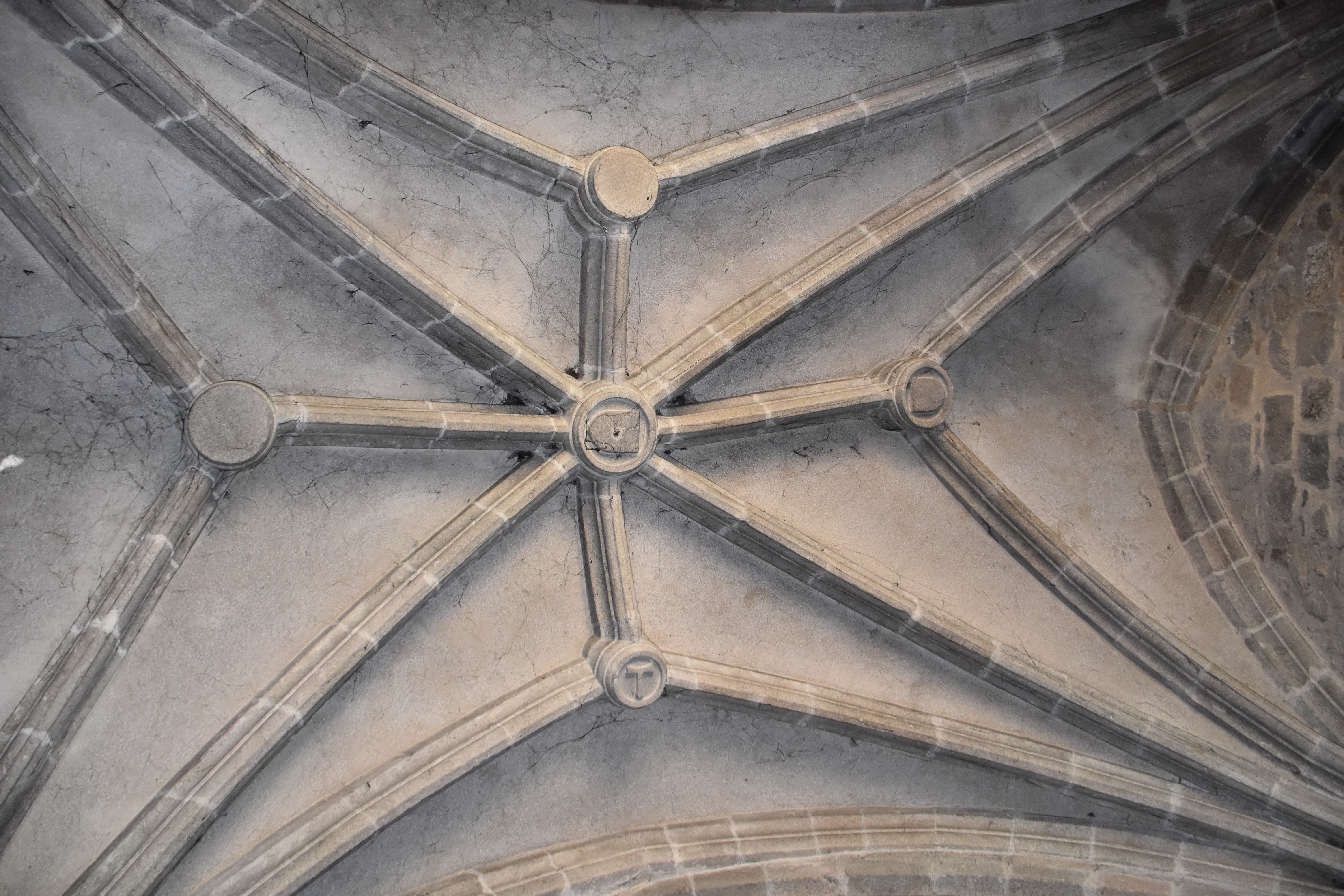
Clé de voûte armoriée.
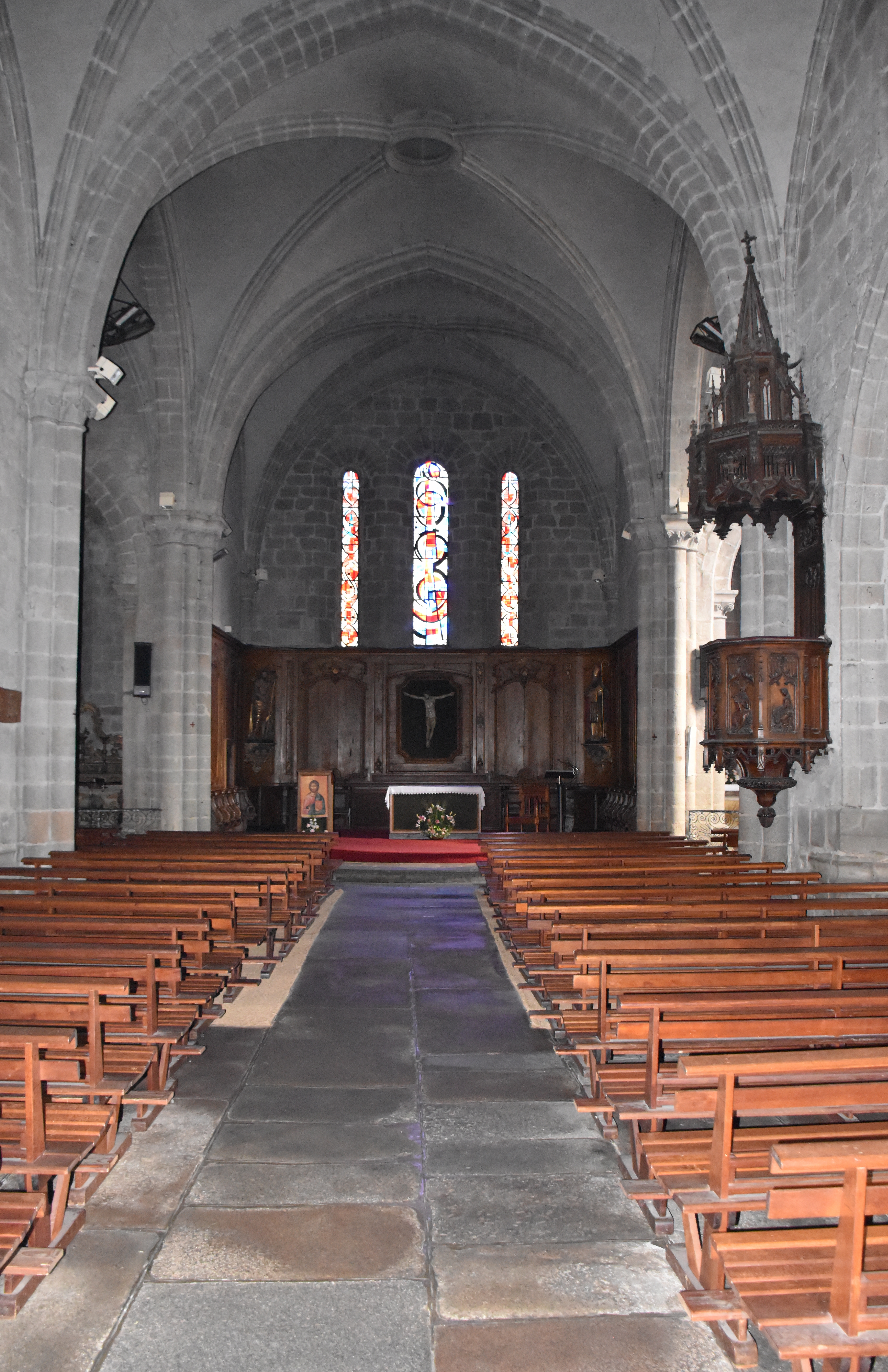
La nef.
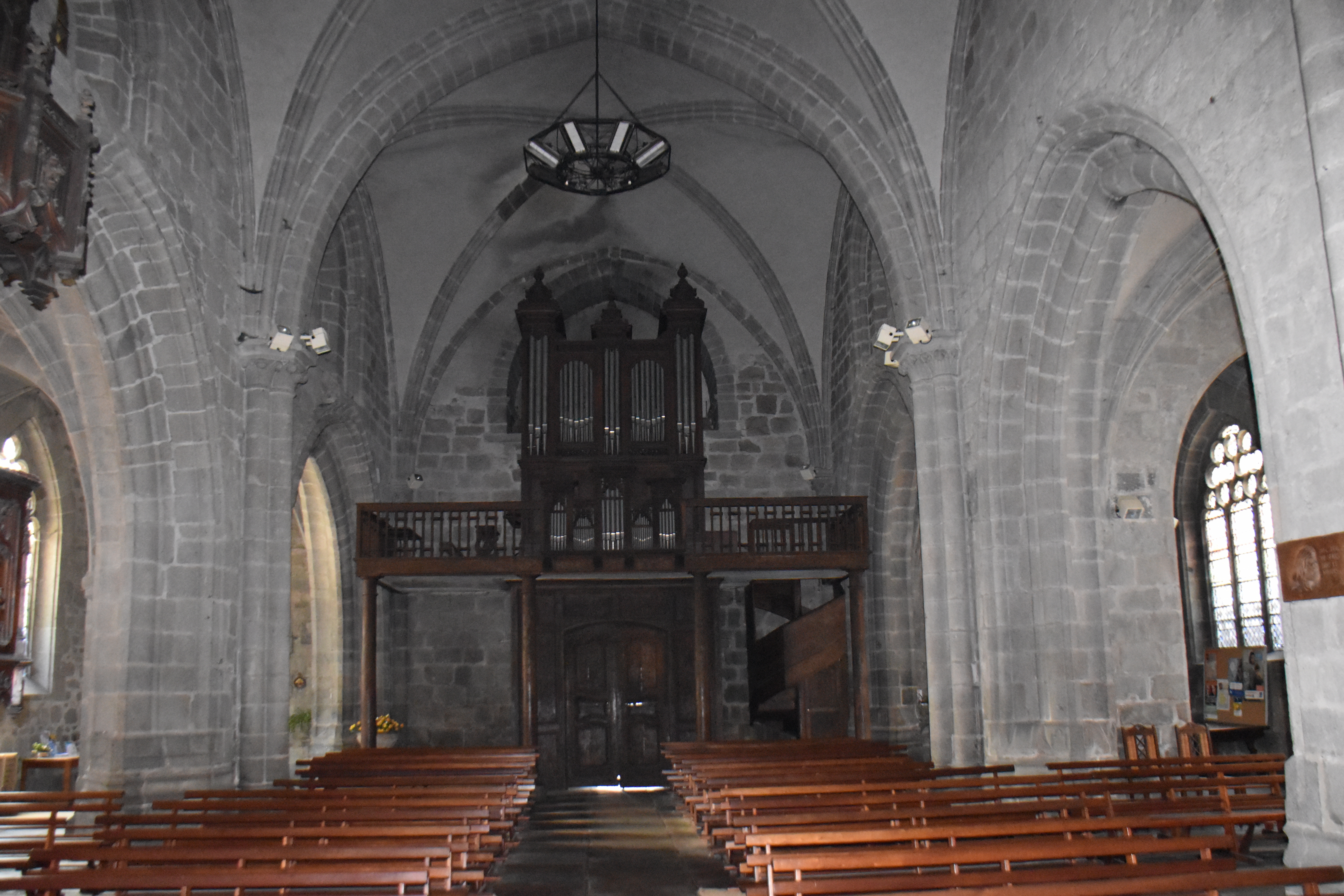
La nef côté porche.
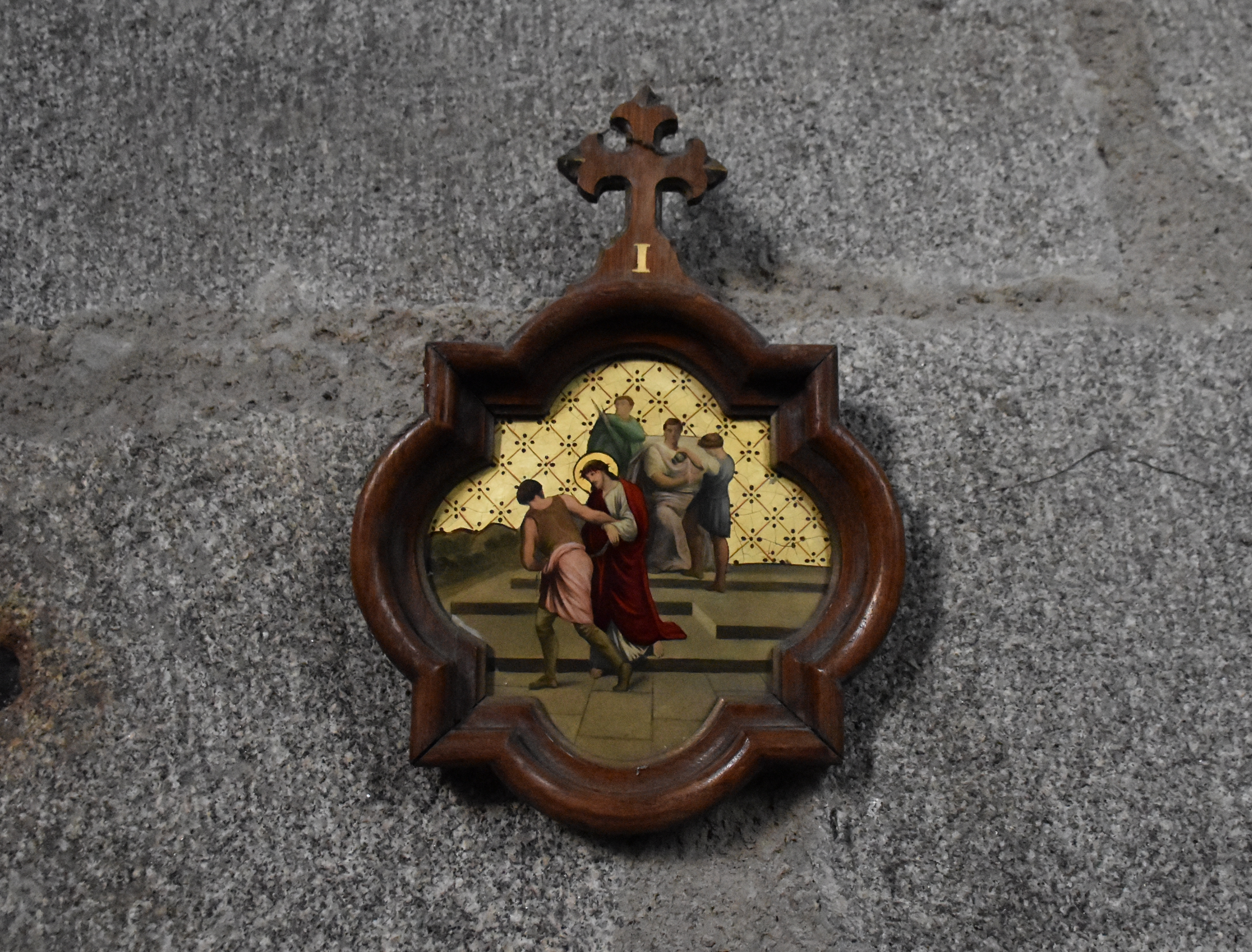
Chemin de croix, 1re station.

- Église Notre-Dame-de-l'Assomption à La Tourette.
- Église Saint-Dizier à Saint-Dézery.

##### Autres
- Aigle romaine de la place Voltaire.

Cette sculpture monumentale (tête absente) de 193 cm / hors rénovation 140 cm datée approximativement fin deuxième-début troisième siècle taillée dans le granite a été découverte au moulin du Peuch, sur la Sarsonne, à l'emplacement de l'oppidum du Peyrot qui fut le berceau de la ville. Il s'agit d'un élément de couronnement d'un monument funéraire. Elle a été nettoyée et déplacée en 2009,,.

### Parcs et espaces verts
Ussel possède six espaces verts et naturels, le parc de la mairie, le parc du musée, le parc du château de la Diège, la zone voisine de la rivière Diège (dotée d'équipements sportifs de canoë-kayak), le parc de Grammont et la zone naturelle de Ponty. Ces deux derniers espaces offrent des sentiers de promenade, de randonnée et de VTT, ainsi qu'une zone aquarécréative de lac et d'étangs à Ponty.
En plus de ces six jardins, Ussel bénéficie également du jardin remarquable de la Ganille, ouvert au public, qui est une initiative privée.
Dans son palmarès 2024, le Conseil national de villes et villages fleuris de France a attribué trois fleurs à la commune.

### Musée d'Ussel
Le musée du pays d'Ussel, labellisé musée de France, est consacré à l’histoire, aux arts et aux traditions du pays d’Ussel, entre le plateau de Millevaches, la vallée de la Triouzoune et la haute vallée de la Dordogne ; une section est consacrée à l'histoire de l'imprimerie et à des expositions sur le thème de l'estampe.
Une grande partie des objets exposés concernant les métiers agricoles ont été fournis gracieusement par Ernest Chiocconi qui était brocanteur, et de ce fait, récupérait dans les exploitations agricoles les objets qui n'étaient plus utilisés.

### Philatélie
Un timbre postal, d'une valeur de 2 francs, représentant l'hôtel de Ventadour a été émis le 10 juillet 1976.

### Médias

#### Presse locale
- La Montagne, journal régional, avec un local dans le centre-ville
- L’Écho de la Corrèze (jusqu'en novembre 2019)
- La Vie Corrézienne, journal local
- Le P'tit Corrézien, journal local
- Action Ussel, magazine municipal d'information
- Le Mag de Haute-Corrèze, magazine d'information intercommunale

#### Radios locales
- RCF Corrèze (102.0 FM) : radio locale du diocèse de Tulle. Il y a aussi un studio dans Ussel.
- Radio Vassivière (92.3 FM) : radio locale qui émet sur le territoire de la montagne limousine, du plateau de Millevaches et ses alentours, à cheval sur les trois départements du Limousin.
- France Bleu Limousin est présente à Ussel grâce au 101.4 FM.

### Musique, danse et théâtre
La ville d'Ussel héberge le siège de l'école Théadamuse destinée à l'enseignement de la musique, du théâtre et de la danse pour les enfants et les adultes de Haute-Corrèze Communauté. Théadamuse propose une offre qui, en fonction des demandes, porte les enseignements au plus près des populations, dans les communes.

## Personnalités liées à la commune
- Les Troubadours d'Ussel : Gui d'Ussel (mort en 1225), ses frères Ebles et Pèire, et son cousin Elias[79].
- Guilhem d'Ussel, personnage fictif des romans de Jean d'Aillon, chevalier troubadour du temps de Gui d'Ussel et de ses frères.
- François de Bonnot de Bay (1703-1775), né à Ussel, « conseiller du roy et juge en la Sénéchaussée d'Ussel », dont l'hôtel particulier où se trouve le musée du pays d'Ussel porte le nom[80].
- Pierre de Tournemire (1738-1802), appartenant à la famille de Tournemire, emprisonné pendant la révolution française.
- Jean-Augustin Pénières-Delzors (1766-1821), homme politique français né en Corrèze. Six fois élu député de la Corrèze entre 1792 et 1815, la dernière fois à Ussel pendant les Cent-Jours, il mourut en exil en Floride[81],[82].
- Jean-Antoine Pénières (1808-1877), homme politique né et mort à Ussel, député de la Corrèze de 1848 à 1851.
- Charles Eugène Lébraly (1809-1871), né à Courteix, magistrat, haut fonctionnaire, homme politique et poète français, mort à Ussel.
- Louis Laumond (1829-1895), né à Ussel, maire de la ville, conseiller général et député de la Corrèze.
- François Grabié (1834-1902), poète et chansonnier en dialecte limousin, né et mort à Ussel.
- Raymond Penières (1840-1922), homme politique né et mort à Ussel, député de la Corrèze de 1848 à 1851 et de 1881 à 1885.
- Jules Dubernard (1840-1905), missionnaire de la Société des missions étrangères de Paris qui œuvra au Tibet.
- Gabriel Lébraly (1843-1888), député de la Corrèze et président du tribunal d'Ussel.
- Antoine Queyriaux, (1844-1918), auteur dramatique et chansonnier, né à Ussel.
- Charles Dieudonné Régent (né à Haguenau en 1871 et mort à Ussel en 1951), compositeur ussellois, dont le portrait ainsi que son piano Pleyel sont exposés dans la salle de la Vie musicale du musée du pays d'Ussel, à l’hôtel Bonnot de Bay.
- Marcel Treich-Laplène (1860-1890), explorateur et administrateur de la Côte d'Ivoire, né à Ussel.
- Jean-Baptiste Lachenaud (15 novembre 1880-1960), contrôleur général des armées, fondateur en 1951 de l'Association générale de prévoyance militaire (AGPM), né à Ussel.
- François Var (1888-1972), maire d'Ussel et député de la Corrèze.
- Émile Durin (1896-1981), cogérant de la Manufacture française des pneumatiques Michelin. Il se retire entre Paris et Ussel pour sa retraite, dans la région de son épouse Alice Boutaric, à l'actuel numéro 11 du boulevard Clemenceau. Il repose au cimetière d'Ussel (caveau des familles Boutaric et Berne-Bellecour).
- Adrien Faure (1905-1981), résistant de la Seconde Guerre mondiale.
- Marcel Audy (1912-1968), sénateur de la Corrèze et ancien maire de Meymac, né à Ussel.
- Noël Baudry (1914-2000), né à Saint-Exupéry-les-Roches, joueur international français de rugby à XV, a joué au club de rugby du lycée d’Ussel et à l’US Ussel.
- Jean Cazeneuve (1915-2005), sociologue et homme de télévision, né à Ussel.
- Auguste Jarasse (1915-2007), joueur international de rugby, né à Ussel.
- Paul Masson (1920-2009), ancien sénateur du Loiret, né à Ussel.
- Henri Belcour (1926-2003), ancien maire de la ville, député et sénateur de la Corrèze.
- Marcel Bony (1926-2010), ancien sénateur du Puy-de-Dôme, mort à Ussel.
- René Limouzin (1926-2020), écrivain et accordéoniste, né à Saint-Pardoux-le-Vieux et mort à Ussel.
- Marcel Lagorce (1932-), trompettiste, né à Ussel.
- Bernard Thomas-Roudeix (1942-), peintre et céramiste français (mouvements : figuratif et expressionnisme abstrait). Il a passé une partie de son enfance à Ussel avant de « monter » à Paris à l'âge de 19 ans.
- Jean-Pierre Bechter (1944-), maire de Corbeil-Essonnes, ancien député de la Corrèze, né à Ussel.
- Jean-Loup Lemaître (né en 1945)[83] et Nicole Lemaître (née en 1948), universitaires, respectivement ancien conservateur et ancienne conservatrice-adjointe du musée du pays d'Ussel.
- Bertrand Landrieu (1945-2019), ancien sous-préfet d'Ussel (1974-1977) puis préfet du Limousin (1993-1995).
- Paul Girot de Langlade (1946-), ancien commissaire-adjoint de la République de l'arrondissement et ancien préfet de la Corrèze.
- Colette Passemard (1946-), née à Ussel, ancienne basketteuse.
- Paul Masseron (1950-), ancien sous-préfet d'Ussel et ancien préfet de la Corrèze.
- Jean-François Savy (1951-), ancien sous-préfet d'Ussel.
- Alain De Carvalho (1953-), né à Ussel, ancien coureur cycliste professionnel.
- Jean-Pierre Cottanceau (14 janvier 1953-), né à Ussel, archevêque de Papeete.
- François Chassagnite (1955-2011), né à Ussel, trompettiste de jazz.
- Pierre Chadebech (1959-), né à Ussel, joueur international de rugby.
- Olivier Maurel (1965-), écrivain et ancien sous-préfet d'Ussel.
- Marie-Anne Barbat-Layani (1967-), née à Ussel, haute fonctionnaire, lobbyiste et banquière française.
- Christophe Arfeuillère (1968-), né à Ussel, maire d'Ussel depuis 2014.
- Sébastien Bonnet (1974-), né à Ussel, joueur français de rugby à XV.
- Fabrice Culinat (1978-), né à Ussel, joueur de rugby.
- Christophe Jerretie (1979-), ancien responsable à la mairie d'Ussel, député de la Corrèze de juin 2017 à juin 2022.
- Florent Toscano (1981-), chef d'entreprise (Jeux Opla)[84], créateur de jeux de société, a passé sa jeunesse à Ussel.
- Nicolas Lieumont (1984-), né à Lyon. Il a été charognard de la patrouille de France jusqu'en décembre 2016. Il a passé toute son enfance à Bort-les-Orgues et a effectué sa scolarité du collège au lycée à Ussel[85].
- Thomas Combezou (1987-), né à Tulle ; joueur de rugby ayant fait ses études au lycée Bernart-de-Ventadour à Ussel[50].
- Étienne Tafary (1987-), né à Ussel, réalisateur français[86].
- Dany Priso (1994-), joueur international de rugby, ayant grandi à Ussel.
- Lionel De Miranda (1994-), né à Ussel, kayakiste international[87].
- Emma Coudert (1999-), née à Ussel, joueuse internationale de rugby, membre de l'équipe de France.
- Clément Monjanel (2001-), né à Ussel, kayakiste vice-champion du monde 2019, vice-champion d'Europe 2022.

### Présidents de laVeRépublique
- Jacques Chirac (1932-2019), ancien député de la circonscription, président de la République française de 1995 à 2007.
- François Hollande (1954-), conseiller municipal d'Ussel de mars 1983 à mars 1989, maire de Tulle de mars 2001 à mars 2008, député de la première circonscription de la Corrèze de 1988 à 1993 et de nouveau de 1997 à 2012, puis président du conseil général de la Corrèze de 2008 à 2012. Il est président de la République française de 2012 à 2017.

## Héraldique
| Blason de Ussel | Blason  | D'azur à la porte d'or, la serrure et les bris d'huis de sable et trois étoiles d'or, deux en chef et une en pointe. Devise / CriHuis scelle mon droit. |
| Blason de Ussel | Détails | Armes parlantes (huis, porte). « Huis scelle » étant une allitération d'Ussel. Le statut officiel du blason reste à déterminer.                         |